# Bilsdorf (Nalbach)
Bilsdorf (im örtlichen, moselfränkischen Dialekt Belschdroff) ist der kleinste Ortsteil der Gemeinde Nalbach. Der Ort liegt an der unteren Prims, einem Nebenfluss der Saar, im Landkreis Saarlouis. Die Landeshauptstadt Saarbrücken liegt etwa 25 km südöstlich.

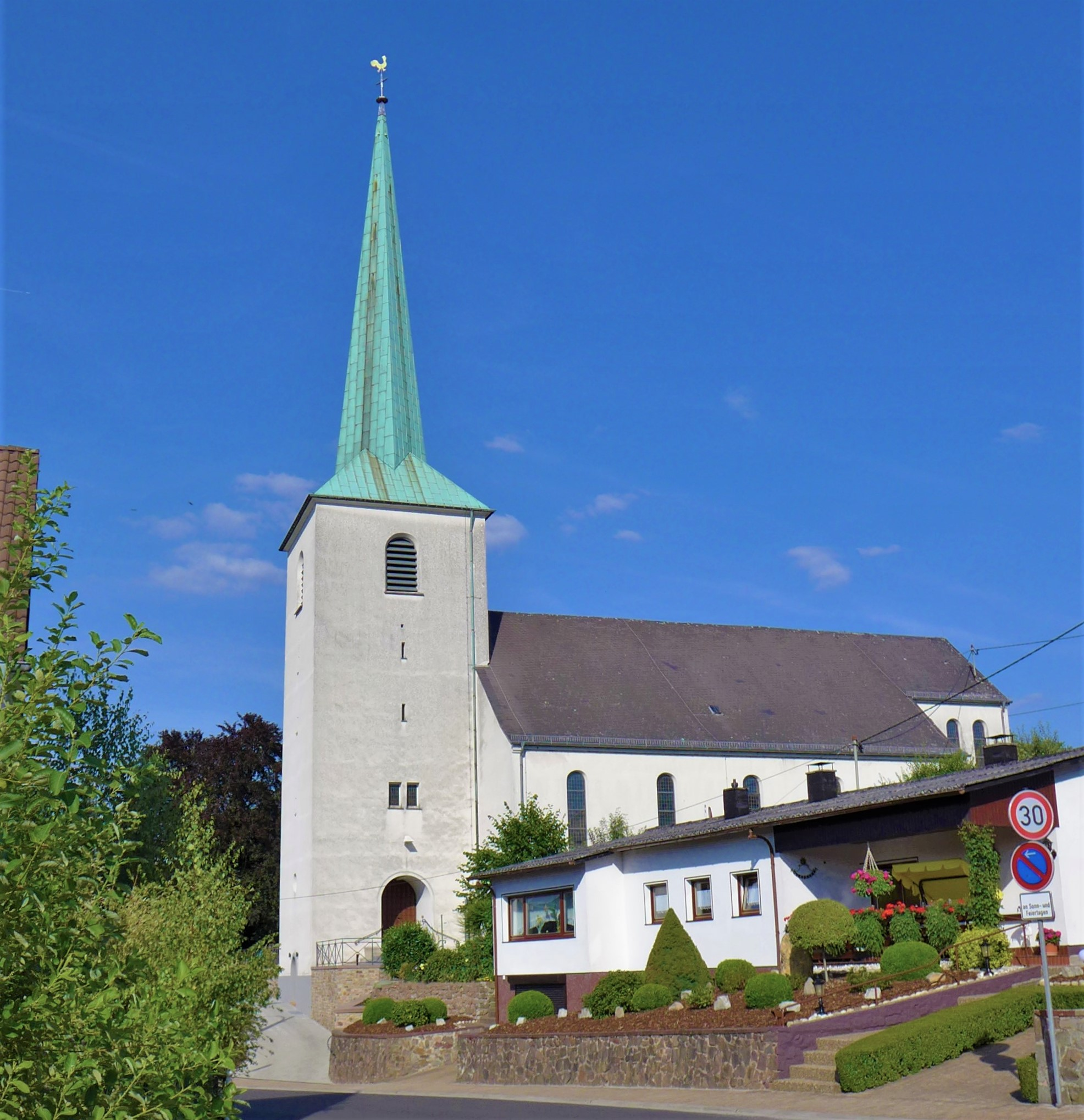
Bilsdorf, Herz-Jesu-Kirche

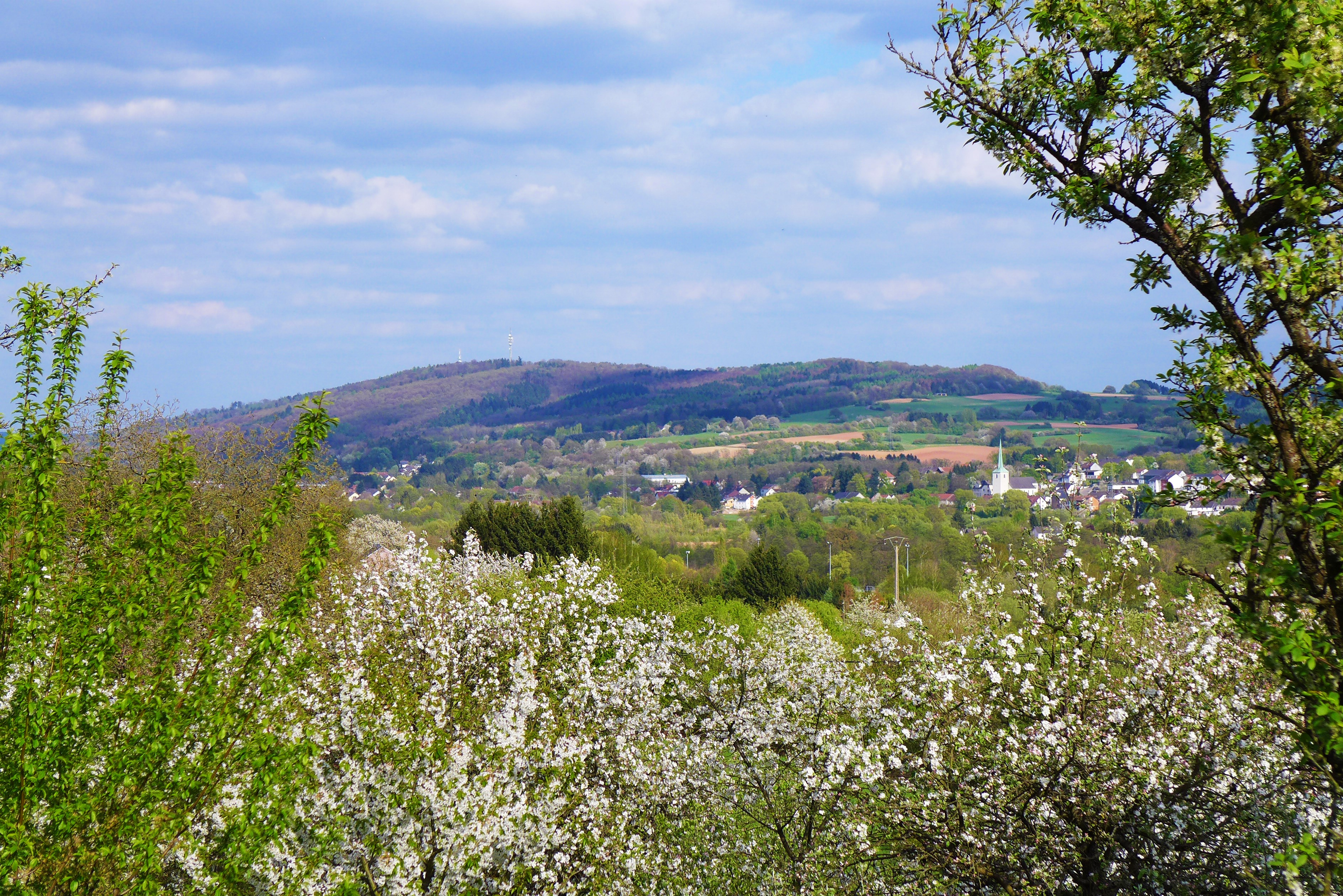
Blick auf Bilsdorf und den Hoxberg von Piesbach aus

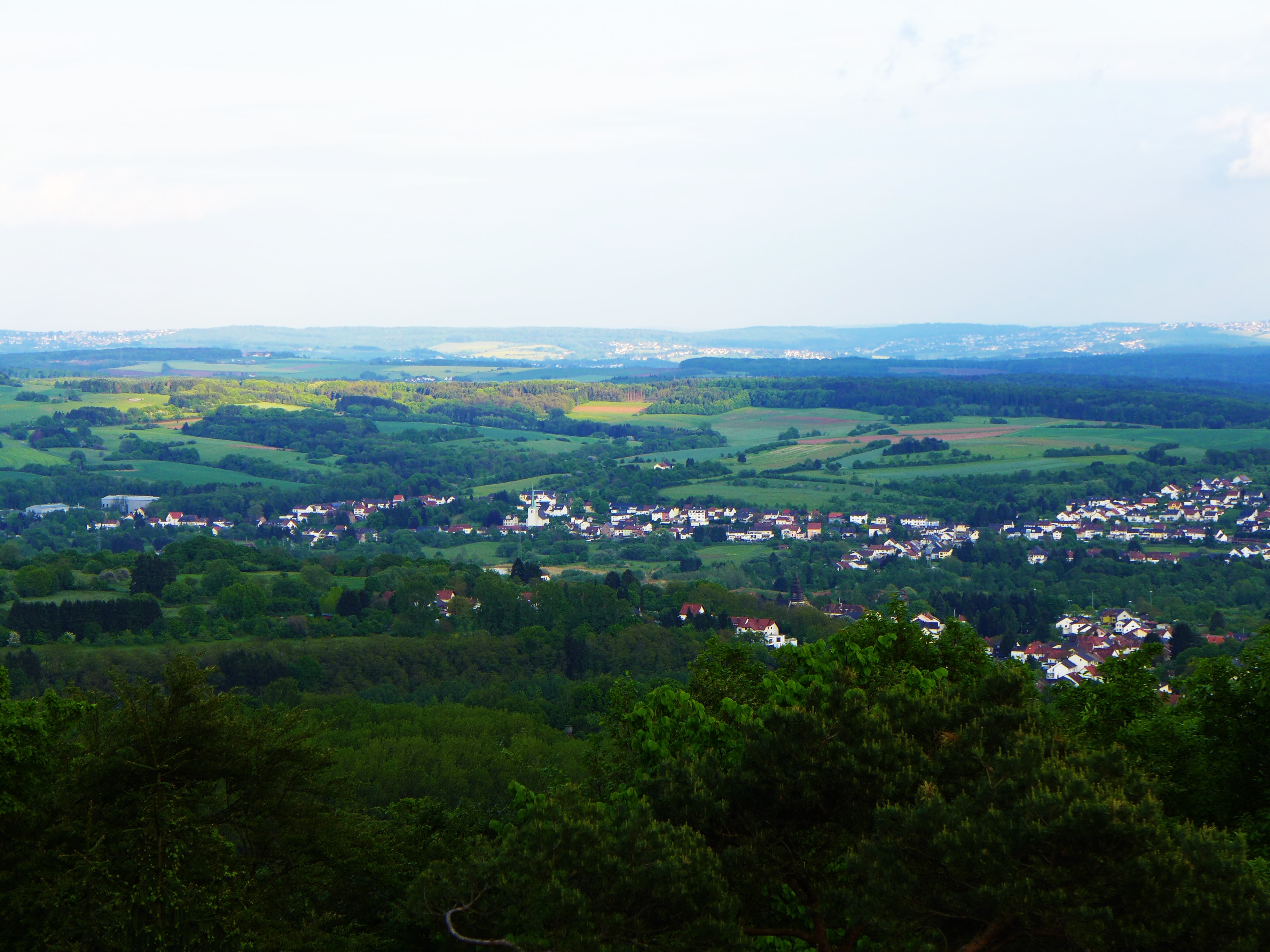
Blick auf Bilsdorf vom Litermontgipfel aus, im Bildmittelpunkt die Bilsdorfer Kirche, etwas links davon auf einer Anhöhe das Areal des historischen Bilsdorfer Vogteihofes

## Ortsname
Der Ortsname und dessen Schreibweisen erfuhren im Laufe der Jahrhunderte vielfache Veränderungen, bis sich die heutige Namensform durchsetzte:
- 1152: Bullingestorf
- 1324: Bullinsdorf
- 1327: Bullisdorf
- 1344: Bulleßdorff
- 1393: Bulstorff
- 1522: Bullesdorff und Bulleßdorff
- um 1600: Bielstorff
- 1623: Biltzdorf
- 1633: Bilsdorff und Bilstroff
- 1700: Bilsdorff

## Geschichte

### Vor- und Frühgeschichte
Wie zahlreiche archäologische Funde belegen, war das Saar- und das Primstal bereits von der Altsteinzeit an durchgehend bis heute von Menschen besiedelt.

### Antike
Im Jahr 1976 wurden in Bilsdorf (Flur 5, Gemarkung Bilsdorf) beim Ausbaggern eines Weihers in der Brückenstraße in einer Tiefe von 2,50 m Gebäudereste aus der Römerzeit aufgefunden. Es handelt sich dabei um römische Postamentsteine, die das Fundament eines römischen Fachwerkgebäudes bildeten. Darüber hinaus wurde im gleichen Fundgebiet ein römischer Kultstein (Höhe: 90, Schaft: 35 × 35 cm, Fuß und Oberteil: 50 × 50 cm) entdeckt. Das anzunehmende antike Gehöft lag an der Stelle einer alten Primsfurt. Heute führt hier der Primssteg über den Fluss.

### Mittelalter

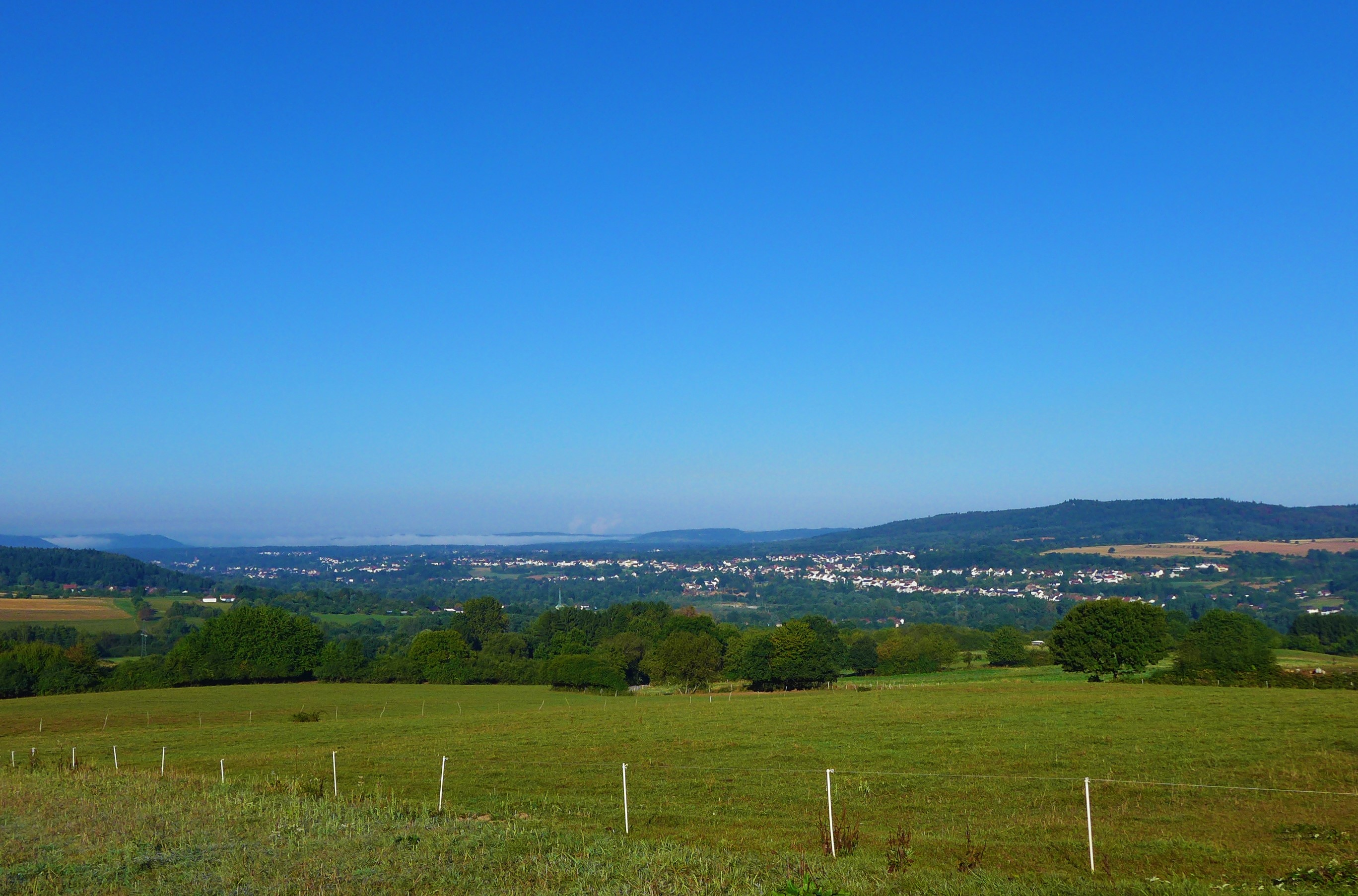
Blick vom Hoxberg aus auf das Nalbacher Tal mit dem Litermont

Vermutlich ist Bilsdorf nach einem fränkischen Ortsgründer (Bulling, Bullingo, Bullino oder ähnlich) benannt.

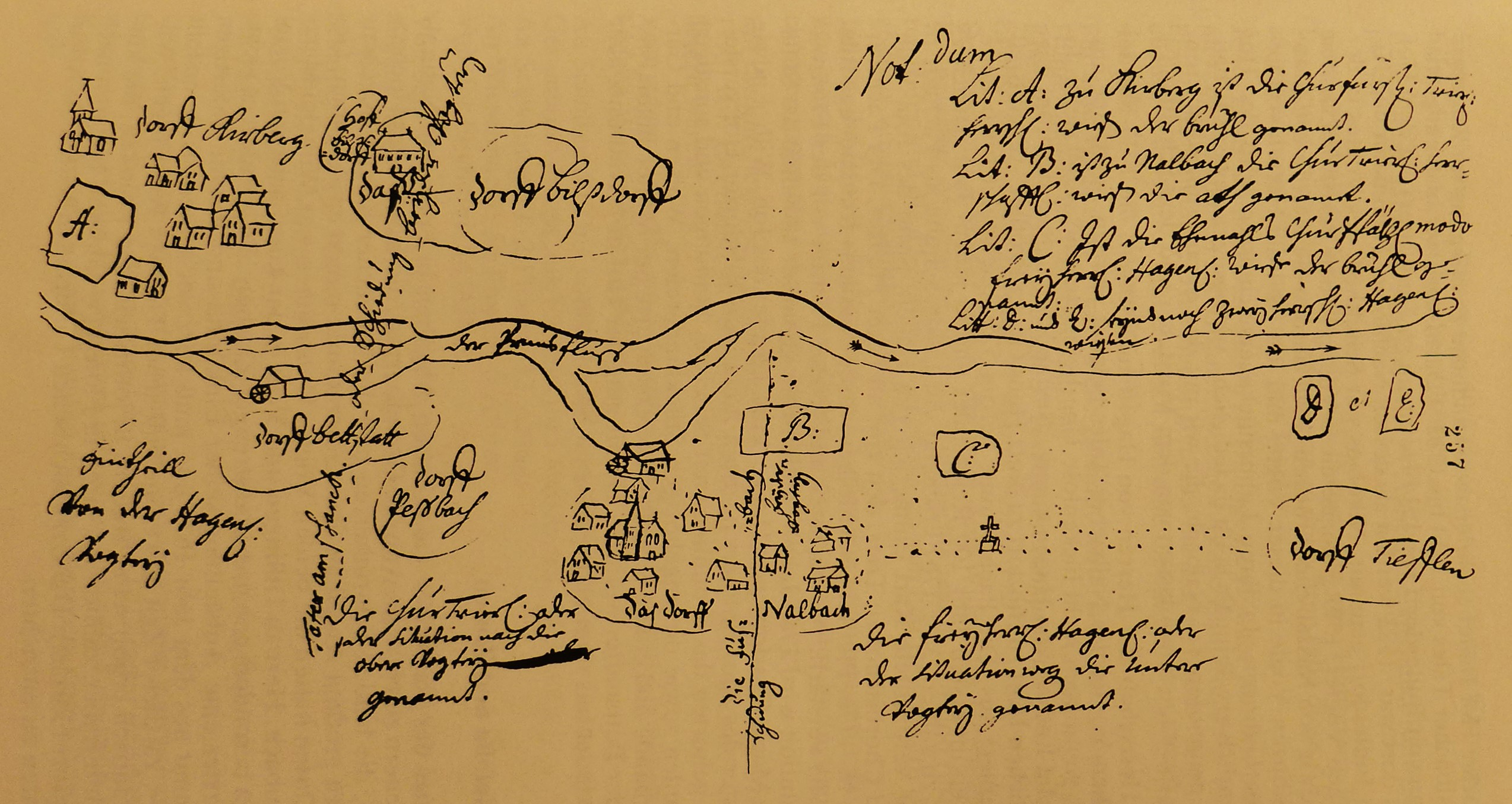
Skizze des Nalbacher Tales aus dem Jahr 1735; in der Mitte der Lauf der Prims mit zwei Mühlen; am linken Primsufer die Dörfer Körprich und Bilsdorf; am rechten Primsufer Bettstadt, Piesbach, Theter, Nalbach und Diefflen; Oben ist Südosten, Die Skizze dürfte vom Standpunkt des heutigen Nalbacher Friedhofes aus gezeichnet worden sein; Die Großbuchstaben bedeuten: A= Die Körpricher Brühlwiese im Besitz des Trierer Kurfürsten, B= Die Nalbacher Athwiese im Besitz des Trierer Kurfürsten, Die Nalbacher Brühlwiese im Besitz der Kurpfalz bzw. des Freiherren von Hagen, D und E= Zwei Wiesen der Herrschaft von Hagen (Landesarchiv Saarbrücken, Bestand Münchweiler, Nr. 367, S. 257)

Seit seiner mittelalterlichen Gründung ist Bilsdorf mit den Talgemeinden des unteren Primstales, Diefflen, Körprich sowie Piesbach dem Hauptort Nalbach unterstellt. Bilsdorfs urkundliche Ersterwähnung als „Bullingestorf“ in einer Wallfahrtsurkunde der Abtei Mettlach datiert um das Jahr 940/950. Bilsdorf gehört zur kurtrierischen Vogtei des Nalbacher Tales. Rechtliche Angelegenheiten wurden jedes Jahr vor dem Portal der Nalbacher Kirche St. Peter und Paul unter der Gerichtslinde in den sogenannten Weistümern ausgehandelt und verkündet.
Seit dem Mittelalter gab es in Bilsdorf einen Herrenhof, der als Lehngut im Besitz des jeweiligen Vogtes war. Die jeweiligen Vögte verpachteten diesen Hof. Der Hof wird urkundlich im Zinsregister des Nalbacher Tales von 1514 bis 1522 erwähnt. Auf einer Skizze des Jahres 1735 ist dieser Hof zu erkennen. Dorf und Hof Bilsdorf werden deutlich unterschieden. Das Dorf liegt auf kurtrierischem, der Hof auf kurpfälzischem Gebiet. Die Bilsdorfer Hofstraße deutete noch auf den historischen Hof hin. Im Jahr 1527 gelangte der Hof in den Besitz des Grafen Johann Ludwig (Nassau-Saarbrücken) über. Im Jahr 1548 übernahmen die im Dillinger Schloss residierenden Herren von Braubach den Hof, im Jahr 1664 ging er an den ebenfalls in Dillingen residierenden Charles Henri de Lénoncourt-Blainville, den späteren Gründer der Dillinger Hütte, über. Die Adelsfamilie Hagen zur Motten erhielt den Bilsdorfer Hof im Jahr 1711.
Der Hof wurde bereits im Jahr 1730 als Allodialbesitz der Freiherren von Hagen betrachtet, wobei man allerdings noch zwischen dem Lehen und den dazuerworbenen Ländereien unterschied. Am 16. Juli 1740 übertrug Johann Wilhelm Ludwig von Hagen den Bilsdorfer Hof gegen eine Zahlung von insgesamt 575 Reichstalern für die Dauer von sechs Jahren an Johann Georg Brößler. Ob Brößler nach dem Jahr 1746 noch Pächter war, ist nicht belegt. Im Jahr 1767 wurden Besitztümer (Mobiliar, Tiere) des Hofpächters am 30. Juli zwangsversteigert, da der damalige Hofbeständer Jakob Schuhe seine Pacht nicht bezahlt hatte. Die Schulden gegenüber der Hagenschen Herrschaft beliefen sich zu diesem Zeitpunkt auf 1322 Reichstaler und 36 Albus. Da die Versteigerung die Schulden nicht decken konnten, musste die Bürgen des Pächters den Differenzbetrag gegenüber den Freiherren ausgleichen. Bereits am 4. Juli 1767 konnten sich Interessenten um die Übernahme des Bilsdorfer Hofes mit 52 Stücken Ackerland, Wiesen mit einem Ertrag von 44 Fudern Heu sowie acht Gartenstücken im Rahmen eines neunjährigen Pachtvertrages bewerben. Gewinner der Versteigerung war Peter Pfeiffer, der an jährlicher Pacht 141 Reichstaler geboten hatte. Der nachfolgende Pächter war Nikolaus Kammer (1715–1783) aus Bilsdorf. Der letzte Pächter des Hofes vor der Französischen Revolution war Jakob Mühlenbach. In den Wirren der Revolutionsereignisse zahlte der Pächter etliche Jahre keine Pachtabgaben mehr an die Hagensche Herrschaft. Mit dem Tod des Kaiserlichen Reichshofratspräsidenten Johann Hugo II. von Hagen im Jahr 1791 fielen die Eigengüter der Hauptlinie an dessen drei Schwestern. Dabei erhielt Anna Maria Charlotte von Hagen den Bilsdorfer Hof, die das Gut weiterhin an Jakob Mühlenbach von 1799 bis 1806 für jährlich 125 Reichstaler verpachtete. Als Mühlenbach den Pachtbetrag nicht mehr aufbringen konnte, teilte Anna Maria Charlotte von Hagen, die als Stiftsdame lebte, die landwirtschaftlichen Nutzflächen des Hofes auf und verpachtete sie stückweise.
Am 10. Juli 1806 ließ Anna Maria Charlotte von Hagen das Bilsdorfer Hofgut mit Wohngebäuden, Scheunen, Stallungen, Nebengebäuden, Äckern, Wiesen und Gärten versteigern. Das Hofhaus mit Nebengebäuden, zugehörigen Gärten, fünf Wiesen und 14 Ackerflächen gingen dabei an den Müller der Bettstadter Mühle, Jakob Bilsdorffer (1755–1843). Weitere Grundstücke wurden an Einwohner des Nalbacher Tales aus Bilsdorf und Nalbach versteigert. Insgesamt erbrachte die Versteigerung 6071 Gulden, wovon 1300 Gulden auf das Hofgebäude mit den angrenzenden Gärten entfiel. In der Folgezeit wurde im Jahr 1838 ein Wirtschaftsgebäude durch Brand zerstört. Das Hauptgebäude brannte im Jahr 1904 ab. Beide Gebäude in der Weiherstraße wurden nach dem Brand wiedererrichtet.

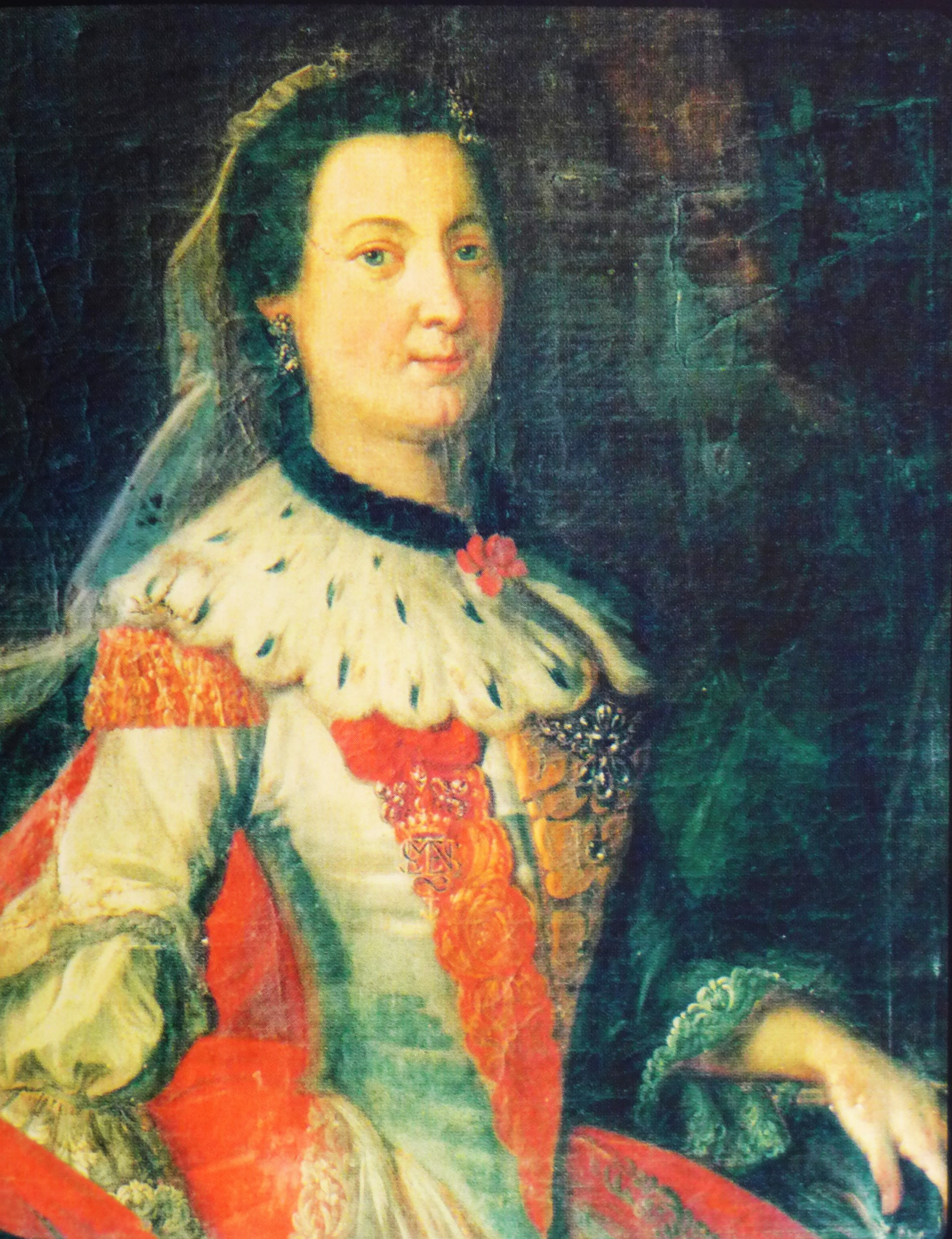
Anna Maria Charlotte von Hagen (1721–1811), Stiftsdame des St. Maria- und St. Clemens-Stiftes zu Schwarzrheindorf, Gemälde aus dem Jahr 1751 (Privatbesitz)

### Frühe Neuzeit

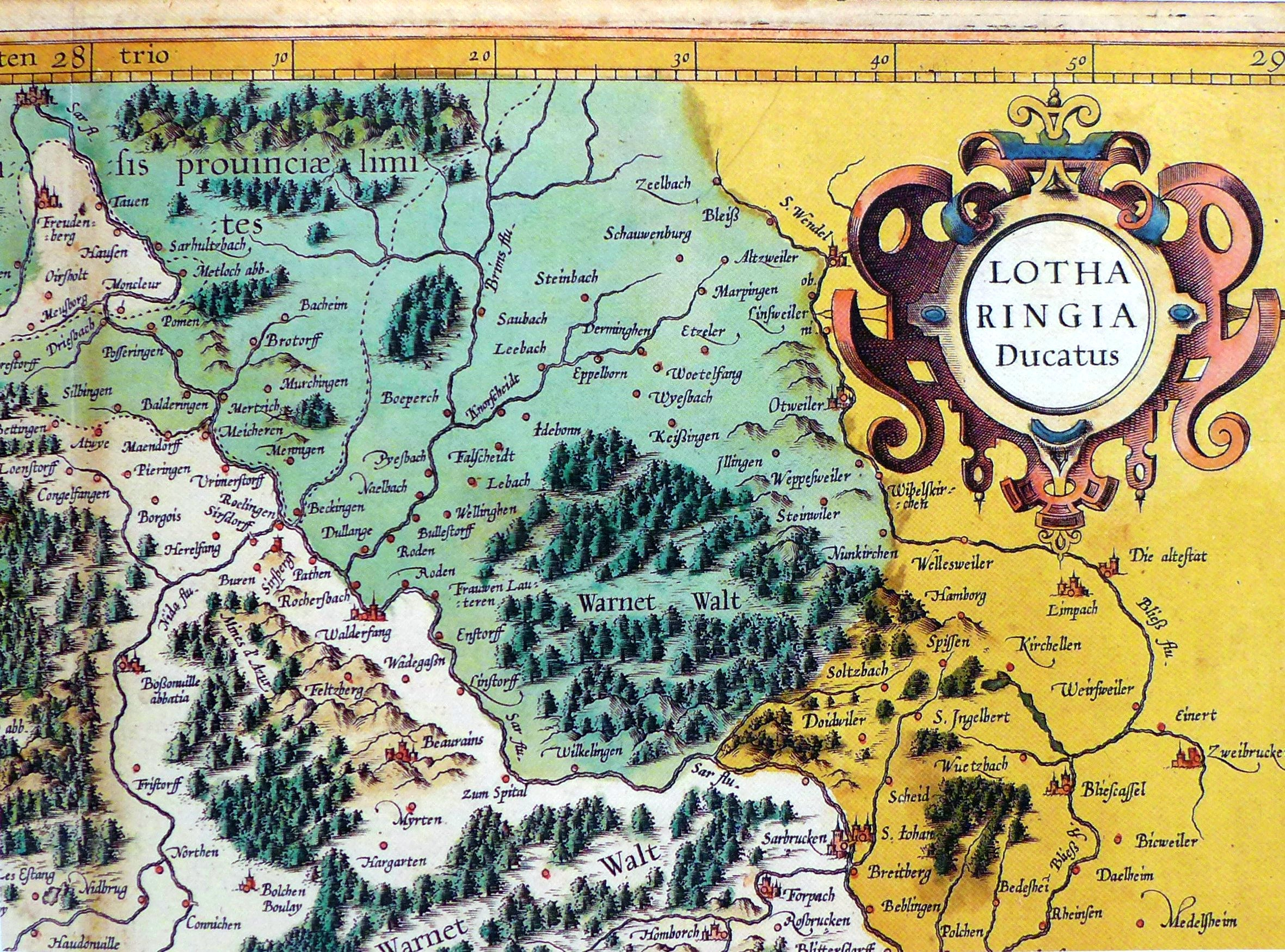
Darstellung des Nalbacher Tales mit Bilsdorf auf einem Ausschnitt aus der Lothringen-Karte (nördlicher Teil) des Gerhard Mercator von 1564–1585 (Landesarchiv Saarbrücken, Sammlung Hellwig)

Im ausgehenden 16. und beginnenden 17. Jahrhundert wurde das Nalbacher Tal vom Hexenwahn heimgesucht und es kam zu Verurteilungen und Hinrichtungen, die auf dem Nalbacher Galgenberg vollzogen wurden.

#### Dreißigjähriger Krieg
Im Dreißigjährigen Krieg kam es im Nalbacher Tal zu schweren Verwüstungen durch schwedische, französische und kroatische Truppen. Zwei Drittel der Talbevölkerung wurden getötet oder mussten fliehen.

#### Reunionspolitik
Um das Jahr 1664 war Charles Henri Gaspard de Lenoncourt, Marquis de Blainville, Herr von Dillingen, († 1713), ein hoher lothringischer Adeliger und Gründer der Dillinger Hütte, Vogt in der kurpfälzischen Vogtei des Nalbacher Tales geworden. Er besorgte im Jahr 1681 die sogenannte Reunierung des Nalbacher Tales mit dem Königreich Frankreich unter König Ludwig XIV. Ziel dieser Reunionspolitik war es, dass Gebiete des Heiligen Römischen Reichs, die nach französischer Auffassung mit bestimmten, unter französischer Souveränität stehenden Territorien rechtlich verbunden waren, mit Frankreich „wiedervereint“ werden sollten. Auf diese Weise wurden bis 1688 große Teile des heutigen Saarlandes und seiner Nachbargebiete in den französischen Staat eingegliedert, da das Heilige Römische Reich zu einem militärischen Widerstand nicht in der Lage war (nicht zuletzt wegen des gleichzeitigen Türkenkrieges). Im Jahr 1697 erhielt das Heilige Römische Reich die französischen Reunionen im Saarland, darunter auch die Talorte mit Bilsdorf, durch den Frieden von Rijswijk jedoch wieder zurück.

#### Auswanderungen
Aufgrund der schlechten Lebensverhältnisse im Nalbacher Tal kam es um 1750 zu einer Auswanderungswelle in das von den Türkenkriegen entvölkerte Ungarn. Die Regierung des Kaisers in Wien versuchte, Neusiedler für die verheerten Gebiete in der ungarischen Tiefebene zu werben. Mit der Versprechung von kostenlosem Acker- und Bauland, Baumaterial, Saat- und Pflanzgut für Getreide und Wein, Steuerfreiheit in den ersten Siedlungsjahren, freiem Transport mit Verpflegung und medizinischer Betreuung von den Sammelstellen bis nach Ungarn sollten Auswanderungswillige gefunden werden. Die Saarregion stellte mit 5000 Auswanderern einen nicht unbeträchtlichen Teil. Das Nalbacher Tal entließ damals 96 Bewohner vom Kleinkind bis zum Greis. Aus Nalbach kamen 36 Auswanderer, aus Piesbach 34, aus Körprich 20 und aus Bilsdorf 6. Ob Diefflen Auswanderer stellte, ist bisher unbekannt. Die Auswanderungen begannen um 1750 und zogen sich bis nach 1780 hin. Hauptschübe waren im Jahr 1751 und 1766.

#### Französische Revolution
Nachdem Frankreich im Jahr 1792 Österreich den Krieg erklärt hatte, bezog Österreich Stellung im Nalbacher Tal. In der Folgezeit kam es zu Gefechten zwischen Österreichern und Franzosen und zu Plünderungen der Talgemeinden. Im Jahr 1794 konnte das revolutionäre Frankreich das Nalbacher Tal besetzen und gliederte Bilsdorf mit den übrigen Talgemeinden seinem Herrschaftsgebiet ein. Seit 1798 gehörte Bilsdorf mit dem Nalbacher Tal zum Département de la Sarre (Saardepartement). Mit dem Sturz Napoleon Bonapartes war das Nalbacher Tal durch den Ersten Pariser Frieden nicht mehr Teil Frankreichs. Es unterstand einer österreichisch-bayerischen Landesadministrationskommission, die am 16. Januar 1814 mit Sitz in Kreuznach installiert worden war. Dies war als Provisorium gedacht, da noch nicht abschließend geklärt war, welcher Macht das Nalbacher Tal als Teil der zurückgewonnenen linksrheinischen deutschen Gebiete zufallen sollte. Das bedeutete, dass die östliche Banngrenze von Dillingen und Pachten und die westliche Banngrenze von Diefflen für mehr als ein Jahr zugleich Staatsgrenze war.

### Übergang zum Königreich Preußen
Nach der Rückkehr Napoleons und dessen endgültiger Niederlage bei Waterloo am 18. Juni 1815 sowie seiner Verbannung auf die Insel St. Helena wurden im Zweiten Pariser Frieden auch Dillingen und Pachten von Frankreich abgetrennt und mit dem gesamten Nalbacher Tal an das Königreich Preußen (Rheinprovinz) übergeben.
Das gesamte Nalbacher Tal war unter der preußischen Verwaltung zunächst dem Landkreis Ottweiler zugeteilt worden. Am 1. Juli 1816 kam es dann vom Landkreis Ottweiler zum Landkreis Saarlouis. Laut Volkszählung des Jahres 1821 hatte das Nalbacher Tal 335 Häuser, 375 Haushaltungen und 1950 Einwohner.
Von 1821 bis 1829 wurde das Nalbacher Tal von der Bürgermeisterei Fraulautern aus in Personalunion verwaltet, da die aus sechs Dörfern bestehende Samtgemeinde Nalbacher Tal (als Rechtsform 1815 gegründet) die Verwaltungskosten für das Bürgermeisteramt nicht aufbringen konnte. Zu der Samtgemeinde gehörten alle Nalbacher Talgemeinden. Ab 1830 ging die Bürgermeisterverwaltung des Nalbacher Tales von Fraulautern an Saarwellingen (Personalunion) über und dauerte bis zum 31. Dezember 1899 an.
Dabei bildeten Nalbach und Saarwellingen eine Doppelbürgermeisterei unter der Leitung des Bürgermeisters von Saarwellingen.
Im Jahr 1858 wurde die Samtgemeinde Nalbach in Einzelgemeinden aufgelöst.

### 20. Jahrhundert

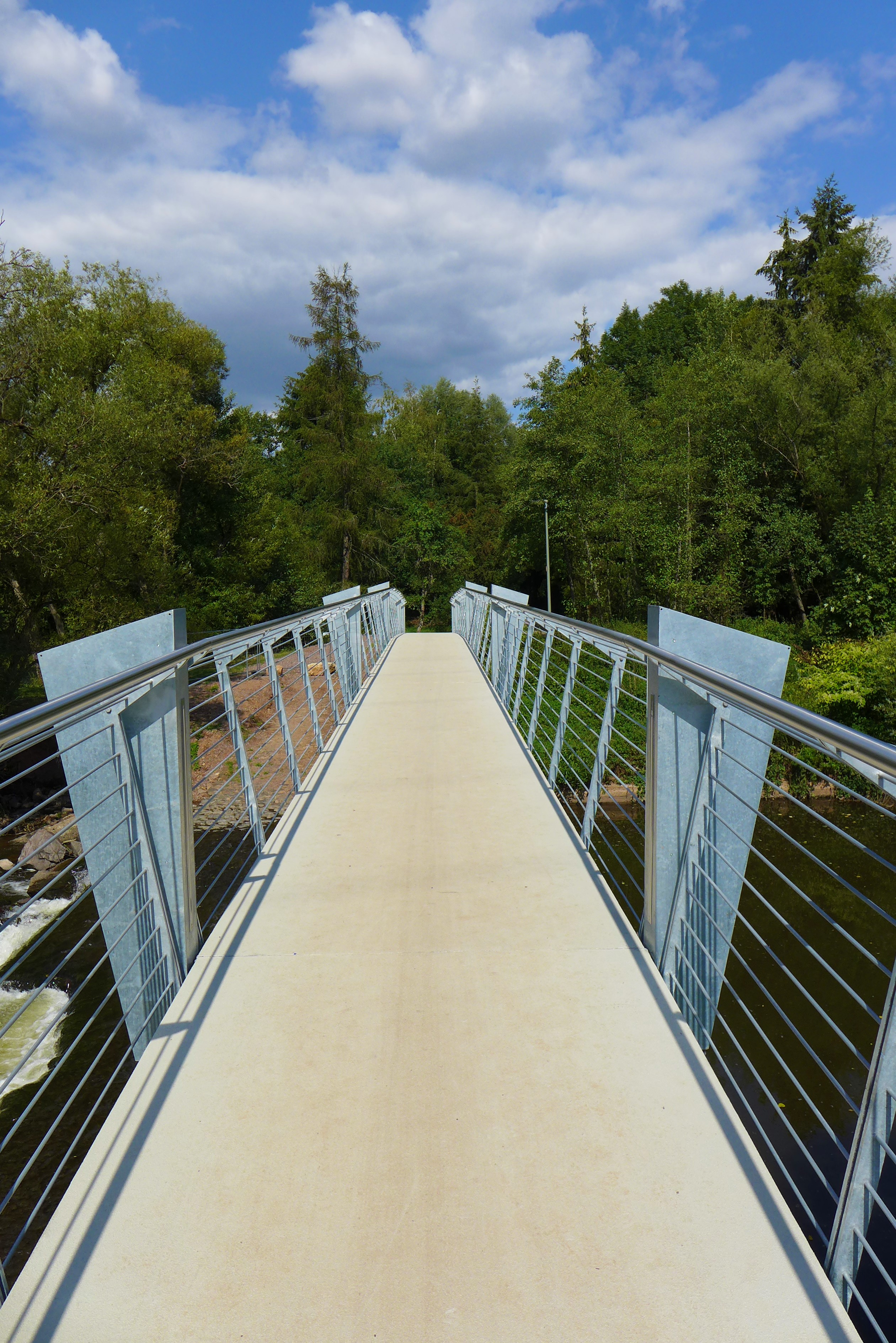
Der am 30. August 2018 nach zweijähriger Sperrung eröffnete neue Primssteg

In den Jahren 1899–1901 wurde das Nalbacher Tal mit dem Bau der Eisenbahnstrecke Dillingen/Saar-Primsweiler an das Eisenbahnnetz angeschlossen. Damit erhielten Bilsdorf und Körprich einen eigenen Haltepunkt, obwohl der Nalbacher Bürgermeisterreirat die Verlegung der Gleise auf der rechten Primsseite gefordert hatte. Für die Gemeinden des Nalbacher Tales gab es nun einen Bahnhof Nalbach, der aber auf Saarwellinger Gemarkung lag und einen Haltepunkt in Körprich. Der neue Haltepunkt trug allerdings die Bezeichnung Bilsdorf und nicht Körprich. Fahrkarten konnte man zunächst nur in einer nahegelegenen Körpricher Gastwirtschaft, dann in einer provisorischen Baracke erwerben. Das Bahnhofsgebäude wurde erst im Jahr 1930 errichtet. Zur Erreichung dieses Bahnhaltes von Piesbach aus errichtete die Gemeinde Piesbach im Jahr 1923 an der Bettstadter Mühle den „Bettschder Steg“ über die Prims. Im Jahr 1940 wurde der bisher hölzerne Steg durch einen eisernen ersetzt. Bei ihrem Rückzug zerstörten die Truppen der deutschen Wehrmacht im Frühjahr 1945 diesen Steg. Nach dem Krieg wurde der Steg notdürftig repariert, bevor im Jahr 1956 eine neue Fußgängerbrücke aus Beton über die Prims gebaut wurde. Mit dem kommunalen Zwangszusammenschluss von Körprich und Bilsdorf im Jahr 1935 wurde der Bahnhof dann in „Bahnhof Körprich“ umbenannt. Die Personenbeförderung auf der Eisenbahnstrecke Dillingen-Primsweiler wurde von der Deutschen Bundesbahn mit dem 1. Juni 1980 eingestellt. Die Strecke wird aber zum Güterverkehr weiter befahren.
In der Körpricher Gastwirtschaft Frings in der Nähe des Bahnhaltepunktes wurde im Jahr 1906 eine gemeinsame Postagentur für Bilsdorf und Körprich eingerichtet.
Im Jahr 1912 eröffnete man die Straßenbahnlinie Dillingen-Diefflen-Nalbach (1955 Stilllegung zu Gunsten von Autobussen).
Ebenfalls im Jahr 1912 begannen die Planungen zur Elektrifizierung Bilsdorfs, die dann allerdings durch den Ausbruch des Ersten Weltkrieges nicht mehr zur Verwirklichung kamen.
Im Ersten Weltkrieg starben 12 Bilsdorfer Soldaten.

#### Saargebiet
Durch den Friedensvertrag von Versailles wurde Bilsdorf mit dem Nalbacher Tal als Teil des Saargebietes ab 1920 dem Völkerbund unterstellt und kehrte erst 1935 nach der Volksabstimmung vom 13. Januar zum Deutschen Reich zurück.
Der Anschluss Bilsdorfs an das elektrische Stromnetz erfolgte in den Jahren 1920 bis 1923. Die öffentliche Ortsbeleuchtung entstand im Jahr 1926. Im Jahr 1926 wurde eine zentrale Wasserleitung mit Hausanschlüssen gebaut.

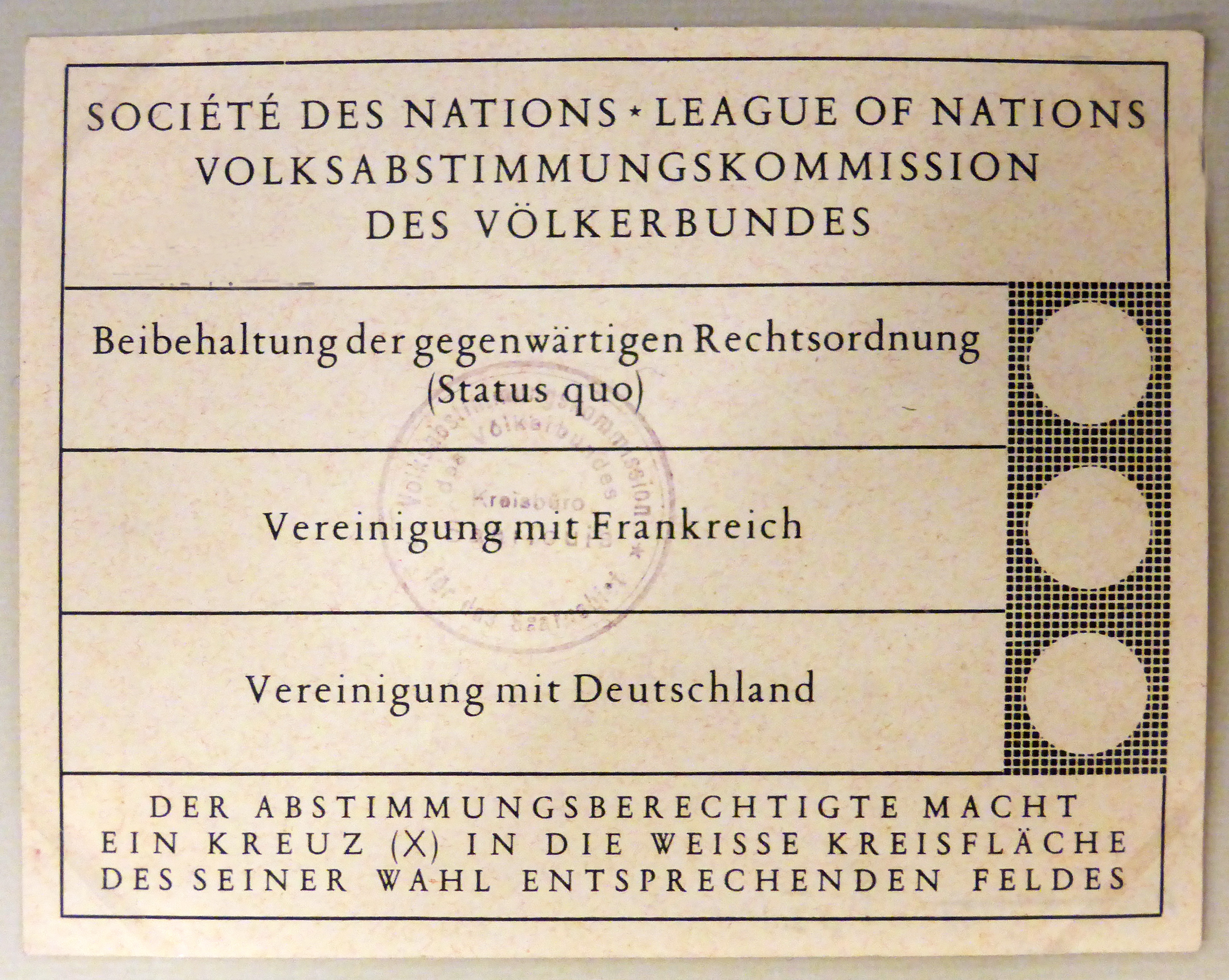
Stimmzettel zur Saarabstimmung 1935

Für die Gesamtgemeinde Nalbach mit Diefflen, Piesbach, Bilsdorf und Körprich waren die Ergebnisse der Volksabstimmung vom 13. Januar 1935 folgendermaßen:
- Stimmberechtigte: 6.191
- Abgegebene Stimmen: 6.140
- Gültige Stimmen: 6.105
- Weiße Stimmzettel: 23
- Ungültig gemachte Stimmzettel: 12
- Für den Anschluss an die Französische Republik stimmten: 13 (= 0,2 %)
- Für den Status quo stimmten: 705 (= 11,6 %)
- Für die Rückgliederung an das Deutsche Reich stimmten: 5.387 (= 88,2 %)

Der aus Nunkirchen stammende Pfarrer Nikolaus Demmer (1892–1954) flüchtete im Jahr 1933 nach der nationalsozialistischen Machtergreifung und mehreren kurzzeitigen Verhaftungen aufgrund von massiver Gegnerschaft zum NS-Regime von Mandern in das unter der Verwaltung des Völkerbundes stehende Saargebiet. Der damalige Nalbacher Pastor Richard Meffert, der mit Demmer befreundet war, verschaffte diesem am 1. April 1933 eine neue provisorische Seelsorgestelle in Bilsdorf. Aber auch an seiner neuen Wirkungsstelle in Bilsdorf positionierte sich Pfarrer Demmer von 1933 bis 1935 nicht nur von der Kanzel aus gegen die Nationalsozialisten, sondern warnte im Gegensatz zur politischen Einstellung seines Trierer Bischofs Franz Rudolf Bornewasser in zahlreichen Veröffentlichungen permanent vor einer Rückgliederung des Saargebietes an das nationalsozialistisch beherrschte Deutsche Reich, das er als Unrechtsstaat brandmarkte. Demmer, der Mitglied der katholischen Zentrumspartei war, arrangierte fortan im Bilsdorfer Pfarrhaus Treffen von NS-Gegnern aus Saarlouis, wie z. B. Edgar Hector. Diese Treffen wurden vom Bilsdorfer Schulleiter und Ortsgruppenleiter der NS-Organisation „Deutsche Front Bilsdorf'“, Jakob Weyrich, argwöhnisch beobachtet. Weyrich ließ Demmer bespitzeln und setzte die SA auf ihn an, die zwischen 1933 und 1934 mehrfach versuchten, den Seelsorger ins Reichsgebiet zu entführen. Am 26. April 1934 erging ein Haftbefehl gegen Demmer aufgrund der antifaschistischen Intention seiner Predigten und angeblicher Vergehen gegen das Heimtückegesetz. Demmer hatte öffentlich gewarnt, der Nationalsozialismus führe zur Katastrophe der Welt. Bereits einen Tag später, am 26. April 1934, suspendierte ihn der Trierer Generalvikar wegen politischer „Hetze“ im Saargebiet nach can. 2222 CIC. Auf Veranlassung des Trierer Bischofs Bornewasser wurde Demmer am 15. August 1934 aufgefordert, das Saargebiet zu verlassen.
In den Jahren 1933 bis 1935 brachte der Bilsdorfer Ortsgruppenleiter Weyrich sämtliche Bilsdorfer Vereine hinsichtlich der Abstimmung zur Rückgliederung des Saargebietes an das Deutsche Reich auf seine politische Linie. Infolge des überwältigenden Sieges der Rückgliederungsbefürworter und der Machtübernahme der NSDAP im Saargebiet musste Demmer, der im Bilsdorfer Pfarrhaus vor Übergriffen nicht mehr sicher war, am 15. Januar 1935 aus dem Saarland zu Verwandten ins französische Lothringen fliehen. Da dort sein Antrag um Aufenthaltsgenehmigung abgelehnt wurde, floh Demmer weiter nach Redingen an der Attert in Luxemburg zu den Franziskanerinnen. Als Demmer Anfang 1938 in einem Schreiben an die Allgemeine Lebensversicherungsanstalt in München die Nationalsozialisten als „braune Pest“ bezeichnete, wurden neue Maßnahmen gegen ihn eingeleitet und Haftbefehl wegen „heimtückischen Angriffs“ auf Staat und Partei erlassen. Am 3. Juli 1939 wurde Demmer die deutsche Staatsangehörigkeit aberkannt. Nach dem deutschen Überfall auf das Großherzogtum Luxemburg am 10. Mai 1940 konnte sich Demmer nacheinander bei zwei Familien in Redingen bis Kriegsende verstecken. Durch die schmale Kost jener Zeit und den ständigen Aufenthalt in einem dunklen Zimmer erkrankte Demmer schwer an Skorbut und Magengeschwüren. Nach der Befreiung wurde Demmer Ende 1945 zum Pfarrer von Dasburg in der Eifel und gesundheitsbedingt im Jahr 1951 von Weiten ernannt.
Demmer starb im Jahr 1954 in Weiten und wurde auf dem Friedhof seiner Heimatgemeinde Nunkirchen beerdigt.

#### Nationalsozialismus und Zweiter Weltkrieg

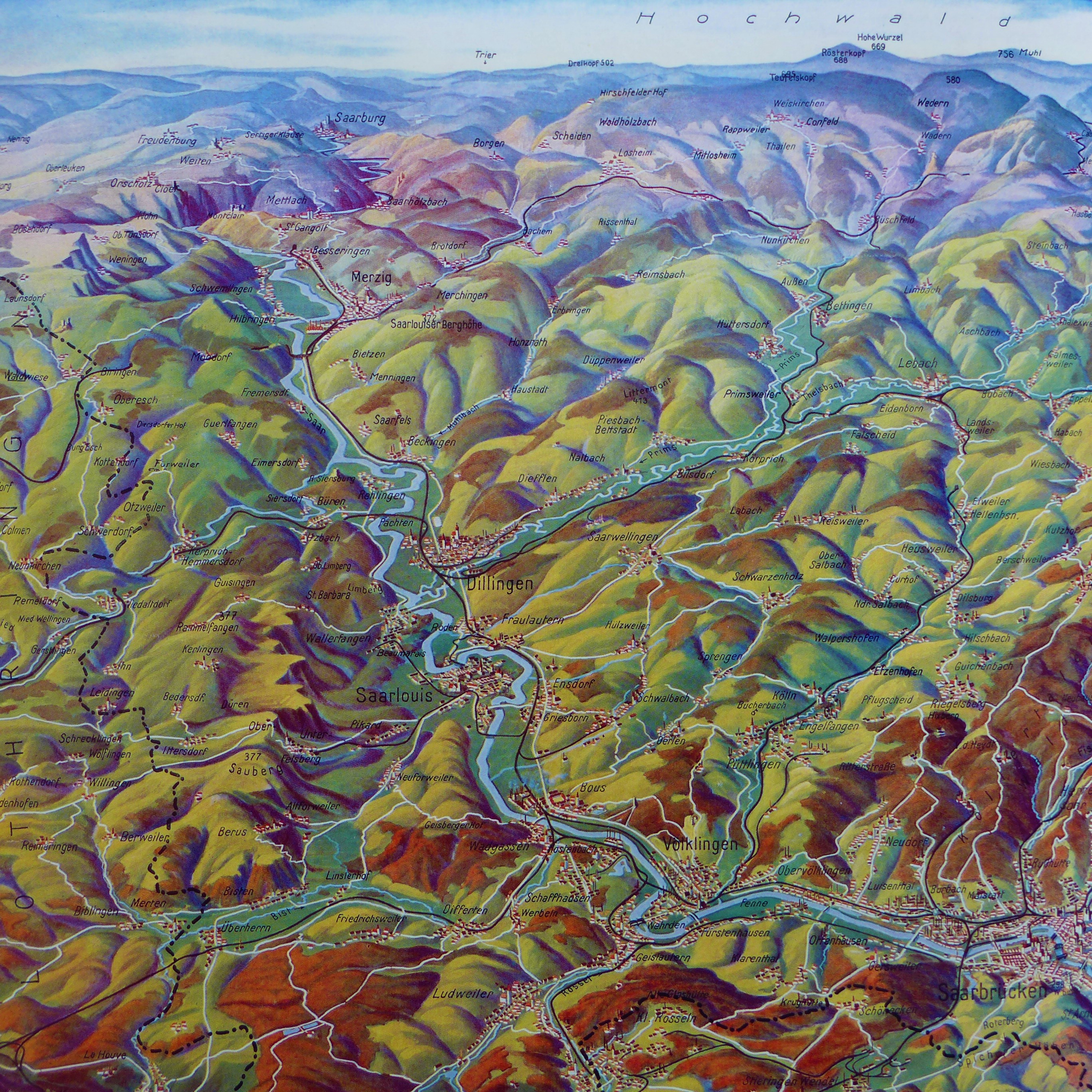
Bilsdorf auf der Panoramakarte „Die Deutsche Saar“ zur Saarabstimmung 1935, ca. 1934, hrsg. vom Rheinischen Verkehrsverein e. V. Bad Godesberg und vom Pfälzischen Verkehrsverein e. V. Ludwigshafen, ca. 1. 100.000, 72 cm × 46 cm, Stadtarchiv Saarlouis

Gemäß dem Ergebnis der Volksabstimmung vom 13. Januar 1935 wurde Bilsdorf mit dem 1. März 1935 wieder Teil des Deutschen Reiches. Im Jahr 1937 wurde in Vorbereitung auf den Zweiten Weltkrieg die Entlastungsstraße Körprich-Dillingen angelegt. Sie sollte dazu dienen, Truppenteile der Wehrmacht aus dem Reich schnellstmöglich an die naheliegende französische Grenze zu transportieren und den zunehmenden Verkehr aus Bilsdorf auf die rechte Primsseite zu verlegen. Ebenfalls zur Vorbereitung des Krieges wurde in den Jahren 1938/1939 ein Teilabschnitt des Westwall errichtet. Aus allen Teilen Deutschlands wurden Soldaten und Zivilarbeiter in Wohnhäusern einquartiert. Errichtet wurde ein Befestigungswall aus Betonbunkern, Höckerlinien und Panzergräben vom Hoxberg in Richtung Piesbach und Litermont.
Am 1. April 1937 wurde unter der nationalsozialistischen Regierung Bilsdorf an Körprich angeschlossen und hieß jetzt amtlich „Körprich II“. Die als Zwangsvereinigung empfundene „Kommunalehe“ wurde am 1. Juli 1951 wieder aufgelöst.
Mit dem Kriegsausbruch am 1. September 1939 wurde für Bilsdorf kein Räumungsbefehl gegeben, da es außerhalb der Roten Zone lag. Im Nalbacher Tal wurde nur Diefflen evakuiert. Mit dem Ausbruch des Krieges wurden in Bilsdorf bis zum November 1940 aber Soldaten der Wehrmacht in Privathäusern einquartiert; vorwiegend Pioniere, Infanterie, Panzerabwehr sowie Artillerie.
Am 28./29. November 1944 gab die Verwaltung für Bilsdorf den Räumungsbefehl, da die Westfront die Kreisstadt Saarlouis erreicht hatte. Der Evakuierung nach Bayern, in den Hunsrück, in die Pfalz, nach Hessen, nach Württemberg, ins östliche Saargebiet sowie nach Baden kamen zahlreiche Bilsdorfer in der Hoffnung, sich von den US-Truppen überrollen zu lassen, nicht nach. Im Winter 1944/1945 kam es durch amerikanische Truppen seit dem 29. November 1944 zum Dauerbeschuss vom Limberg aus und zu Tieffliegerangriffen. Auf dem Bilsdorfer Steinberg waren deutsche Artilleriestellungen als Gegenwehr aufgebaut worden.
Um die amerikanischen Truppen aufhalten zu wollen, sprengten deutsche Truppen im März 1945 die Körpricher und die Nalbacher Brücke über die Prims. Der Plan der US-Amerikaner, Dillingen und das untere Primstal flussaufwärts erobern zu können, scheiterte am schweren Widerstand der Wehrmacht. Dabei wurden Saarlouis, Roden, Fraulautern und Dillingen durch Beschuss vom Limberg aus und bei Häuserkämpfen aufs Schwerste zerstört. Daraufhin fassten die US-Truppen den Beschluss, das Nalbacher Tal von Norden und Osten her einzunehmen. Bilsdorf wurde von Lebach kommend am 19. März 1945 kampflos eingenommen, nachdem die Wehrmachttruppen die Bunker aufgegeben hatten und sich über den Hoxberg ins noch unbesetzte Reichsgebiet abgesetzt hatten. Anschließend rückten US-Truppen aus Richtung Nalbach kommend in Bilsdorf ein und besetzten zur Kontrolle des Ortes zwei Häuser an den Ortsausgängen. Am 19. März 1945 waren auch alle übrigen Nalbacher Talgemeinden von US-Truppen erobert und damit vom Nationalsozialismus befreit. In der zweiten Jahreshälfte 1945 lösten die Franzosen die US-Amerikaner bei der Besetzung des Nalbacher Tales ab. Die Einquartierung von Soldaten wurde im Frühjahr 1946 beendet. Zum Zeitpunkt des Kriegsendes befanden sich 65 Bilsdorfer Soldaten in Kriegsgefangenschaft. 34 Söhne des Ortes waren in den Kämpfen des Krieges als Soldaten gestorben. Sieben Soldaten gelten als vermisst.

#### Saarstaat
Mit dem Inkrafttreten der Verfassung des Saarlandes am 15. Dezember 1947 wurde Bilsdorf Teil des Saarstaates. In den Jahren 1952/1953 verlegte die Gemeinde eine neue Wasserleitung und der ganze Ort wurde an eine Kanalisation angeschlossen. Für die Toten der Weltkriege des 20. Jahrhunderts errichtete man auf dem Bilsdorfer Friedhof ein Ehrenmal. Ein Feuerwehrhaus wurde in den Jahren 1957/1958 in der Nähe des Friedhofes erstellt.
Am 23. Oktober 1954 war zwischen dem deutschen Bundeskanzler Konrad Adenauer und dem französischen Ministerpräsidenten Pierre Mendès France das Abkommen zwischen den Regierungen der Bundesrepublik Deutschland und der Französischen Republik über das Statut der Saar ausgehandelt worden. Bis zum Abschluss eines Friedensvertrages mit Deutschland sah das Abkommen die Unterstellung des Saarlandes unter einen Kommissar der Westeuropäischen Union vor. Dieser sollte das Land nach außen vertreten. Die saarländische Regierung unter Ministerpräsident Johannes Hoffmann (Politiker, 1890) sollte jedoch weiter für die inneren Angelegenheiten zuständig und die wirtschaftliche Anbindung an Frankreich erhalten bleiben. Allerdings war auch eine engere wirtschaftliche Vernetzung mit der Bundesrepublik vorgesehen.

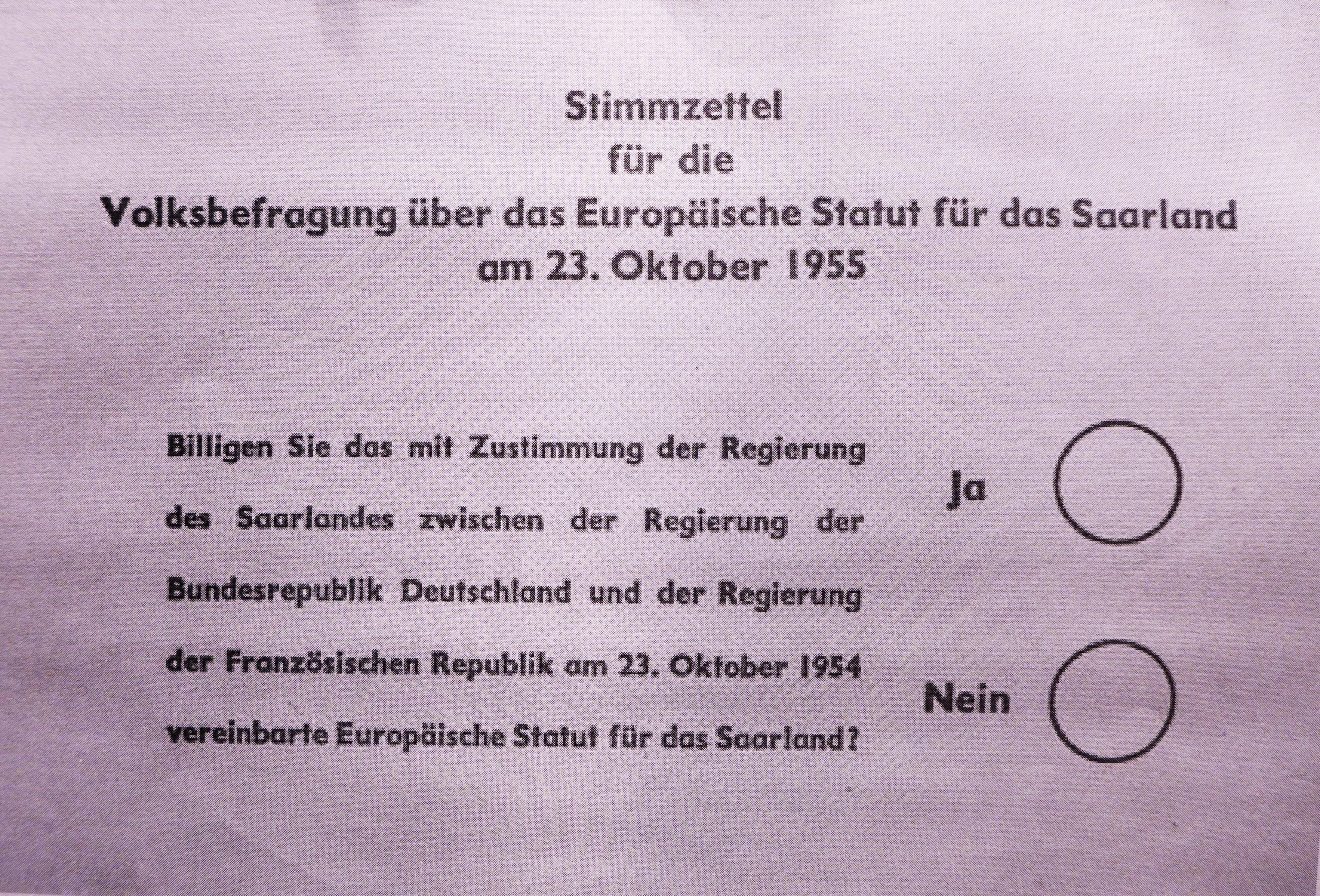
Stimmzettel für die Volksbefragung über das Europäische Statut für das Saarland am 23. Oktober 1955

Bei der Volksabstimmung zum Abkommen am 23. Oktober 1955 über das europäisches Statut des Saarlandes stimmten die Nalbacher Talgemeinden folgendermaßen ab:
- Nalbach: 569 Wahlberechtigte stimmten mit Ja; 1322 Wahlberechtigte stimmten mit Nein.
- Diefflen: 1151 Wahlberechtigte stimmten mit Ja; 1447 Wahlberechtigte stimmten mit Nein.
- Piesbach: 392 Wahlberechtigte stimmten mit Ja; 649 Wahlberechtigte stimmten mit Nein.
- Bilsdorf: 247 Wahlberechtigte stimmten mit Ja; 293 Wahlberechtigte stimmten mit Nein.
- Körprich: 229 Wahlberechtigte stimmten mit Ja; 689 Wahlberechtigte stimmten mit Nein.

(Der saarländische Landesdurchschnitt der Nein-Sager lag bei 67,7 %.) Durch die darauf folgenden Verhandlungen und den Luxemburger Vertrag vom 27. Oktober 1956, in dem Frankreich der Rückgliederung des Saarlandes unter westdeutsche Hoheit zustimmte, wurde Bilsdorf zum 1. Januar 1957 politisch und am 6. Juli 1959 („Tag X“) wirtschaftlich der Bundesrepublik Deutschland angeschlossen.
Nach dem Zweiten Weltkrieg verlor Bilsdorf durch die Abwanderung der Arbeitnehmer in die Industrie seinen bisherigen bäuerlichen Charakter. Scheunen- und Stalltrakte der ortsüblichen Südwestdeutschen Quereinhäuser wurden abgerissen oder umgebaut. Die Ortsstraße passte man den Anforderungen des Autoverkehrs und die Feldwege den Bedürfnissen der modernen Landmaschinen an. An den Rändern des Ortes wuchsen reine Wohngebiete.
Nur noch wenige der traditionellen Quereinhäuser haben sich in Bilsdorf in ihrer ursprünglichen Form erhalten. Ein Musterbeispiel eines späten Südwestdeutschen Quereinhauses befindet sich an einem Hang oberhalb der Hauptstraße. Das große Bauernhaus auf dem Areal des historischen Bilsdorfer Vogteihofes wurde im Jahr 1912 mit einfachen, sandsteinernen Gewändeformen der Neorenaissance erbaut. Der vollunterkellerte, zweigeschossige Wohntrakt mit zehn Räumen weist noch die originalen Mettlacher Ornamentplattenböden, Stuck sowie teilweise Mobiliar der Erbauerzeit auf.

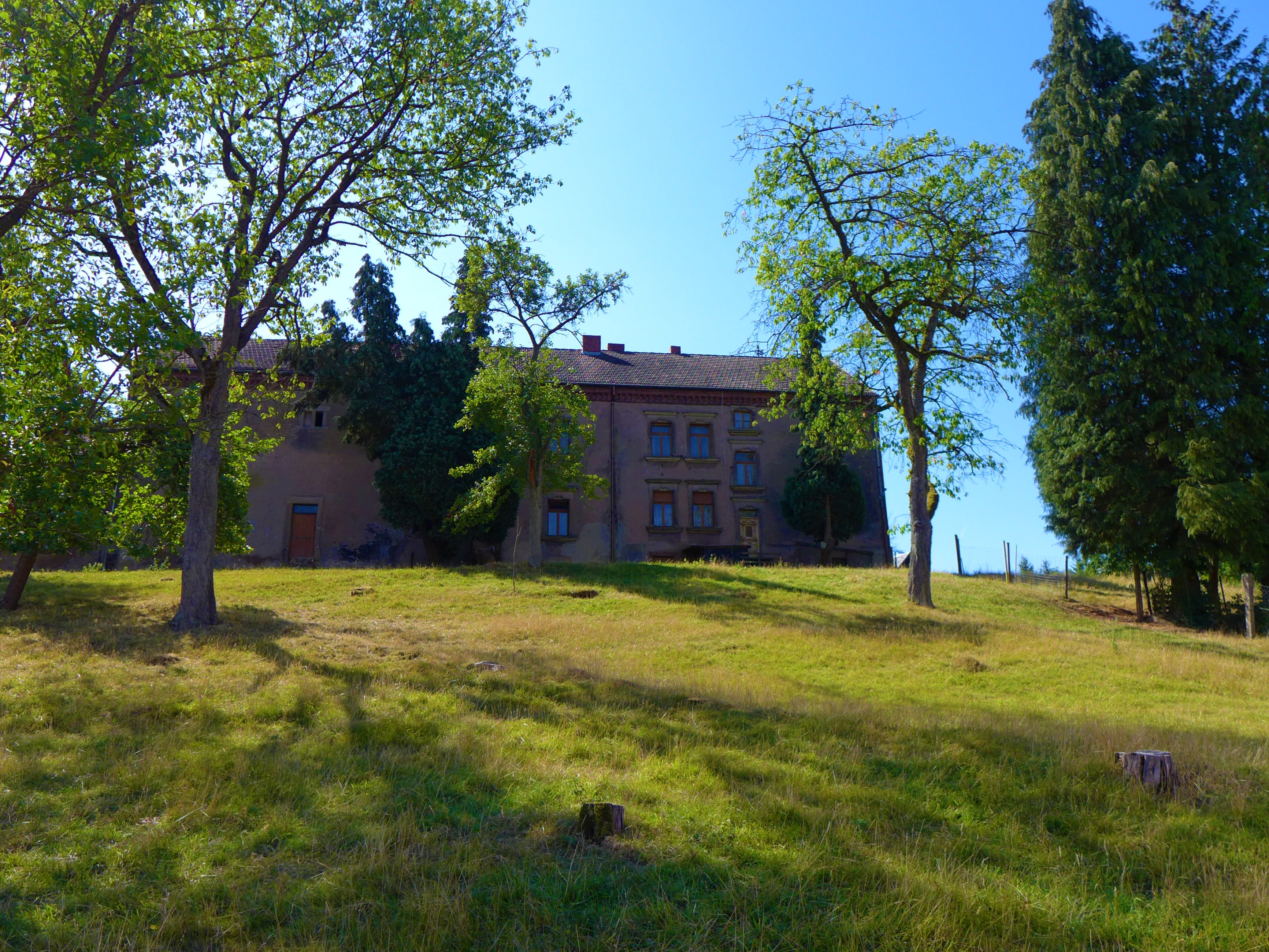
Bilsdorf, Großes Südwestdeutsches Quereinhaus von 1912, Ansicht von der Dorfstraße aus, Sandsteingewände mit originaler, sandsteinfarbener Putzfassade
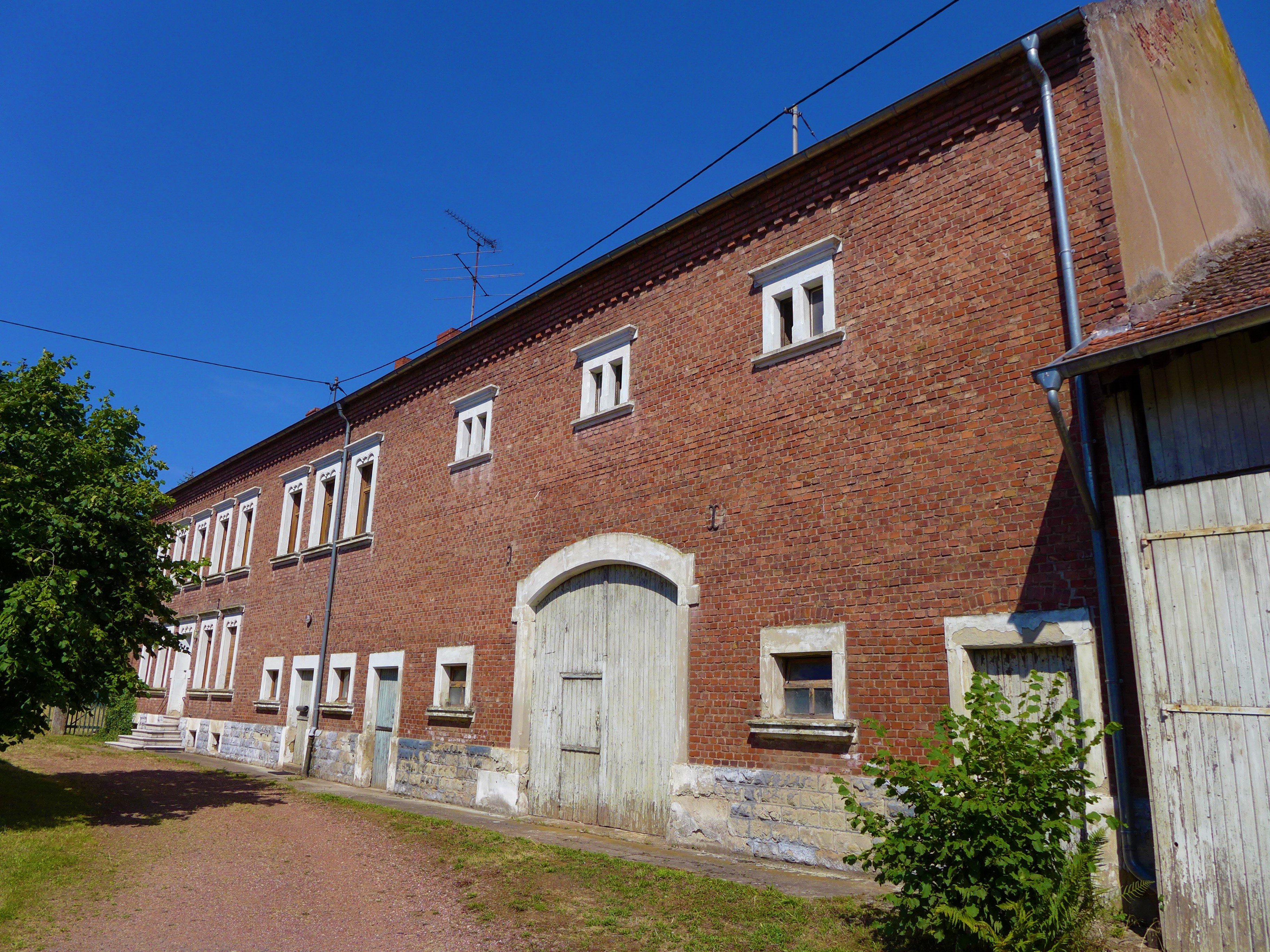
Bilsdorf, Großes Südwestdeutsches Quereinhaus von 1912, Ansicht von Südosten, gestrichene Sandsteingewände mit originaler Backsteinfassade aus Ziegeln der Körpricher Backsteinfabrik
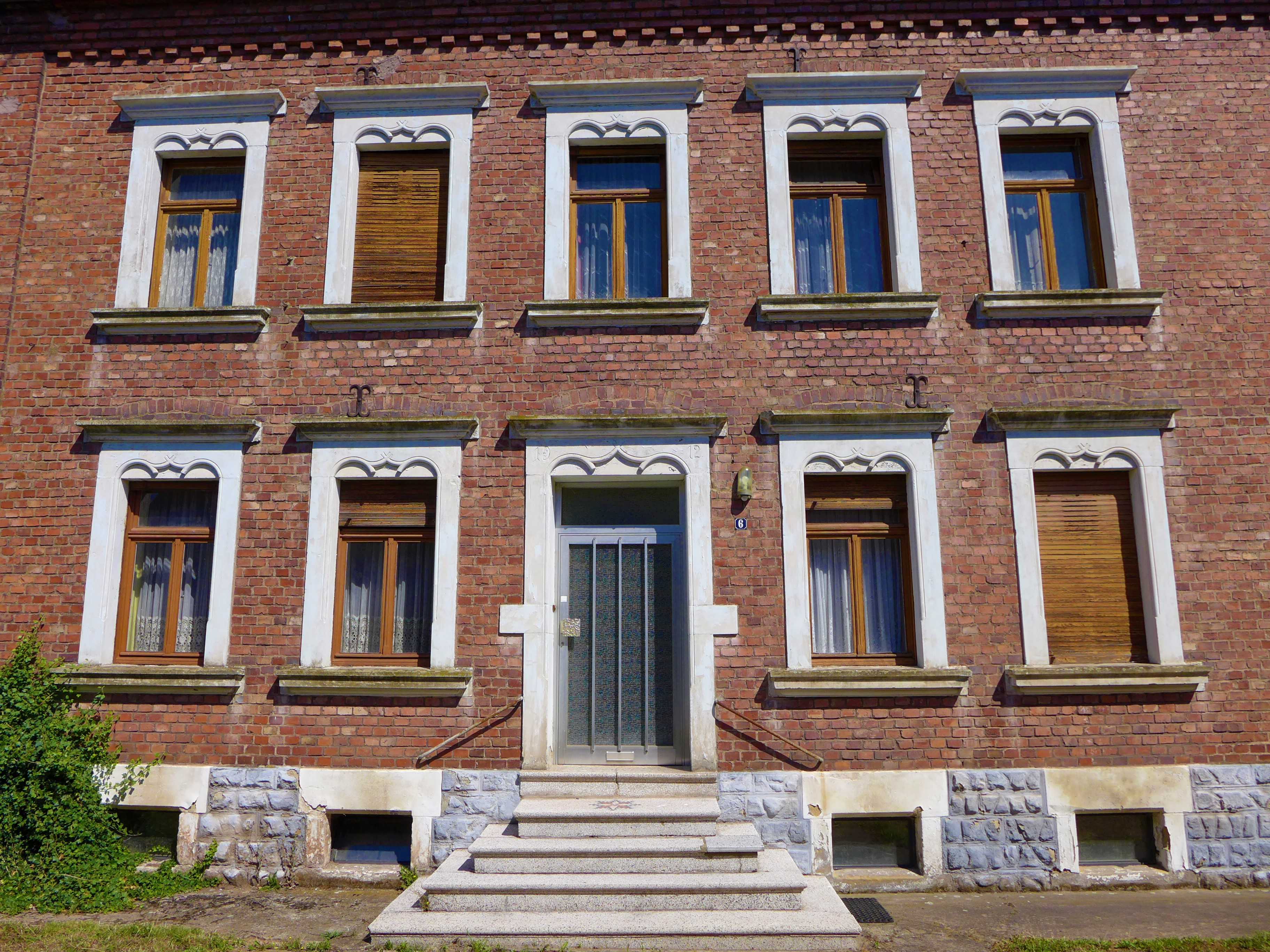
Bilsdorf, Großes Südwestdeutsches Quereinhaus, Ansicht des sechsachsigen Wohntraktes mit originalen Fenstern und nicht bauzeitlicher Aluminiumhaustür der 1970er Jahre
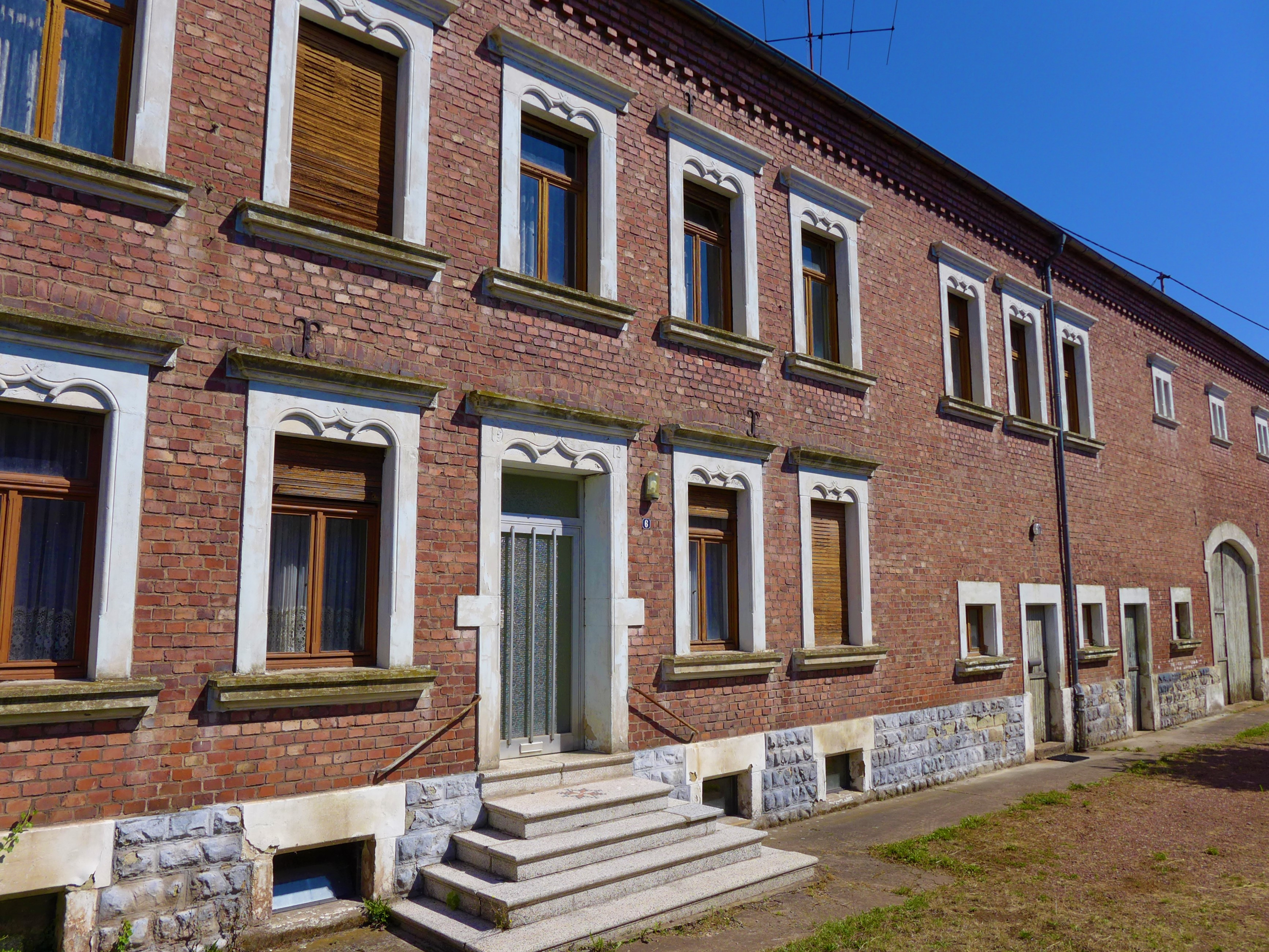
Bilsdorf, Großes Südwestdeutsches Quereinhaus, Ansicht von Südwesten, einfache Schmuckformen der Neorenaissance bei den Sandsteingewänden
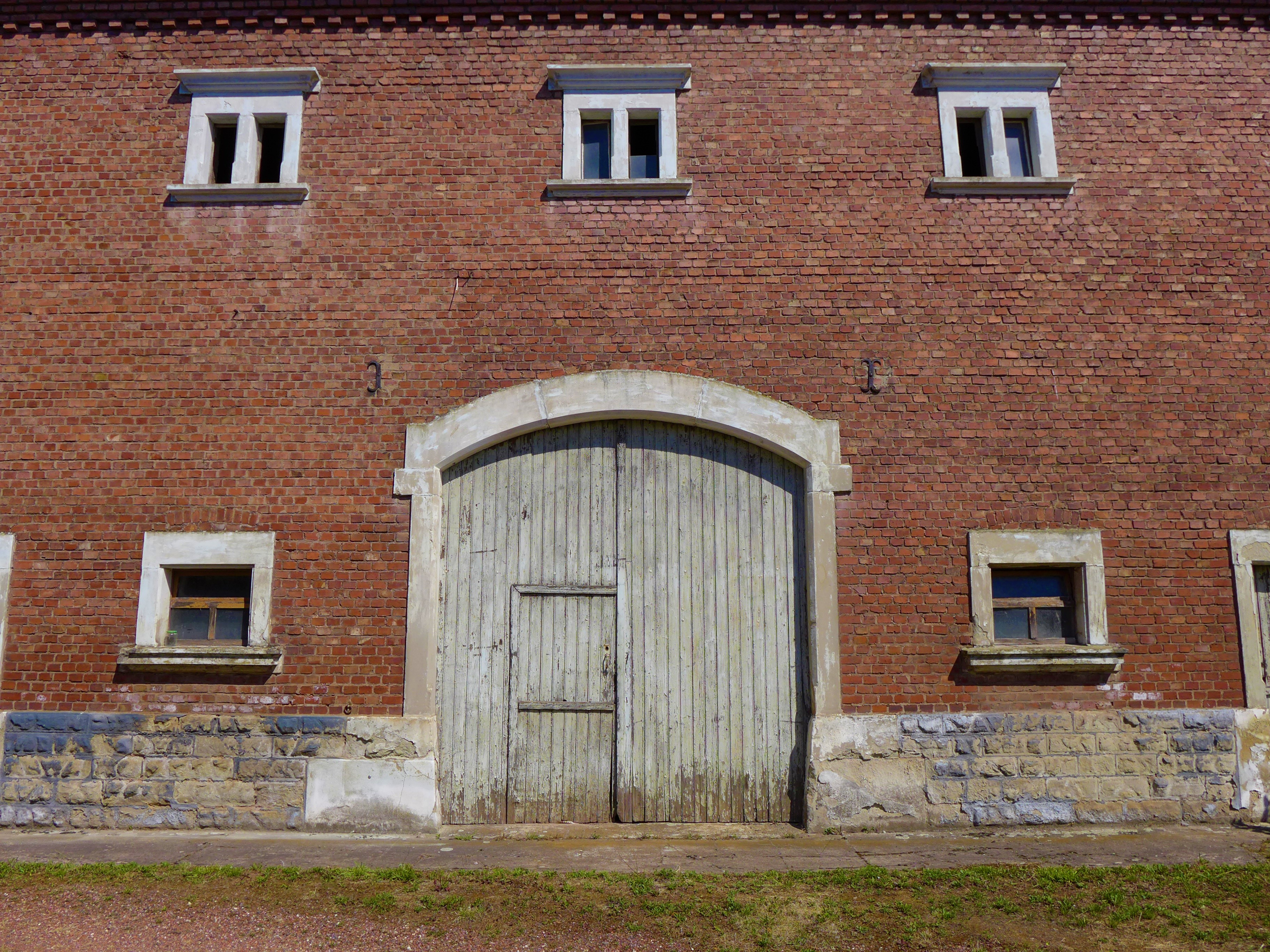
Bilsdorf, Großes Südwestdeutsches Quereinhaus, Ansicht des Scheunen- und Stalltraktes mit segmentbogiger Scheunentür und kleinen Fenstern zur Heutrocknung

#### Kommunalreform
Am 1. Januar 1974 wurde Bilsdorf in die neugegründete Gemeinde Nalbach eingegliedert.

### 21. Jahrhundert

#### Bergbauschäden
Durch den Kohleabbau der Deutsche Steinkohle AG im Kohlefeld Primsmulde (Drei-Standorte-Konzept der Saarbergwerke AG seit 1988) kam es auch in Bilsdorf zu zahlreichen bergbaubedingten Erdbeben. Aus dem Gebiet Primsmulde Süd förderte das Unternehmen weit mehr als die Hälfte seiner damaligen Kohleförderung im Saarland. Es beschäftigte dort rund 3500 Bergleute.
Mit dem Jahreswechsel 2007/2008 nahm die Häufigkeit der Beben spürbar zu. Am 3. Januar 2008 wurde ein Beben mit der Stärke 3,4 auf der Richterskala gemessen. Die für die Beurteilung der Folgen wichtige Schwinggeschwindigkeit erreichte damals 42,3 Millimeter pro Sekunde. Am 23. Februar 2008 kam es durch einen Einsturz im Abbaufeld Primsmulde Süd zum bisher größten Erdbeben in der Geschichte des Saarlandes. In einer Tiefe von 1.500 Metern mit dem Epizentrum Bilsdorf erreichte das Beben eine Stärke von 4,0. Die Schwinggeschwindigkeit des Gesteins erreichte bis zu 93,5 Millimeter pro Sekunde. Nach Angaben der Polizei in Saarbrücken kam es zu Sachschäden an Gebäuden. Das Beben war im ganzen Landkreis Saarlouis zu spüren. Die bereits seit geraumer Zeit laufenden Protestbewegungen gegen den Kohleabbau in der Primsmulde erreichten unmittelbar darauf ihren Höhepunkt. Daraufhin wurde am 23. Februar 2008 von der saarländischen Landesregierung unter Ministerpräsident Peter Müller für das Bergwerk Saar ein Abbaustopp verfügt. Am 30. Juni 2012 endete die Steinkohleförderung im Bergwerk Saar und damit nach mehreren Jahrhunderten die Steinkohleförderung im Saarland.
Am 15. September 2014 kam es im Primstal zu einem bergbaubedingten Erdbeben der Stärke 2,7, das als explosionsartiger Knall zu spüren war. Das Epizentrum lag im Gebiet zwischen Saarwellingen und Bilsdorf. Vorwürfe, die Erschütterung sei eine Folge des Grubenwasseranstiegs, wies die RAG allerdings zurück. (Am stärksten war das Beben nach Angaben der RAG in Saarwellingen mit einer Schwinggeschwindigkeit von rund 3,6 Millimetern pro Sekunde. Die Schwinggeschwindigkeit am Schacht Primsmulde lag bei 7,5 Millimetern pro Sekunde.) Die Ursache des Bebens wurde im Bereich des ehemaligen Abbaugebietes Primsmulde in einer Tiefe von etwa 1400 Metern lokalisiert.

## Politik
Der Ortsvorsteher von Bilsdorf ist Detlef Germowitz (CDU).
Nach den Kommunalwahlen vom 26. Mai 2019 ergab sich die folgende Sitzverteilung im Ortsrat: Die Mehrheit besitzt die CDU mit 63,4 % (6 Sitze), die SPD erhielt 36,6 % (3 Sitze).

## Natur und Freizeit
Sehenswert ist die Auenzone der Prims in Bilsdorf. Durch den verstärkten Kiesabbau im 20. Jahrhundert entstand hier eine große Fläche gefluteter Weiher. Hier wurde auch eine Weiheranlage durch den Angelsportverein Bilsdorf angelegt.

## Bildung
Für das Jahr 1823 wird ein erster Schulmeister für Bilsdorf erwähnt. Im Jahr 1859 errichtete man an der Friedhofstraße gegenüber der Einmündung der Schulstraße ein erstes eigenes Schulhaus im Dorf. Bei der Einweihung besuchten gegen die Entrichtung von jährlich zwei Talern und 13 Groschen 42 Schulkinder die Einrichtung. Für die Kinder der Bilsdorfer Bergarbeiter wurde das Schulgeld durch die Grubenbetreiber bezahlt. Im Jahr 1877 ließ die Gemeinde für den Schulbetriebe einen eigenen Brunnen graben, 1888 richtete man einen Freiübungsplatz mit Turngeräten für die Kinder ein. Seit 1924 war die Schule zweizügig, allerdings mussten die beiden Klassen in einem einzigen Saal unterrichtet werden. Um dieser Situation Abhilfe zu verschaffen, wurde in den Jahren 1924/1925 ein größeres Schulgebäude mit Badeanstalt in der Schulstraße erstellt. Seit dem Jahr 1970 schulte man die Klassen 7 bis 9 in der Hauptschule in Nalbach ein; seit 1972 auch die Klassen 5 und 6. Die Klassenstufen 1 bis 4 verblieben als Grundschule in Bilsdorf. Nachdem im Jahr 1976 die Grundschule in Bilsdorf wegen zu geringer Schülerzahlen aufgelöst worden war, unterrichtete man die Bilsdorfer Kinder auch in der Körpricher Schule. Zum Ende des Schuljahres 2007/2008 wurde auch die Körpricher Grundschule geschlossen und eine neu errichtete zentrale Grundschule für die ganze Gemeinde in Nalbach eröffnet. Das ehemalige Grundschulgebäude in Körprich beherbergt nun die katholische Kindertageseinrichtung St. Michael Nalbach-Körprich. Das Bilsdorfer Schulhaus der 1920er Jahre wurde im Jahr 1978 in den Bau der neuen Mehrzweckhalle (Steinberghalle) einbezogen.
In den Jahren 1961/1962 hatte die Gemeinde einen Kindergarten in Bilsdorf errichtet. Bis dahin waren die Kinder in einem Privathaus betreut worden. Der im Jahr 2006 geschlossene Kindergarten soll künftig als Dorfgemeinschaftshaus fungieren.

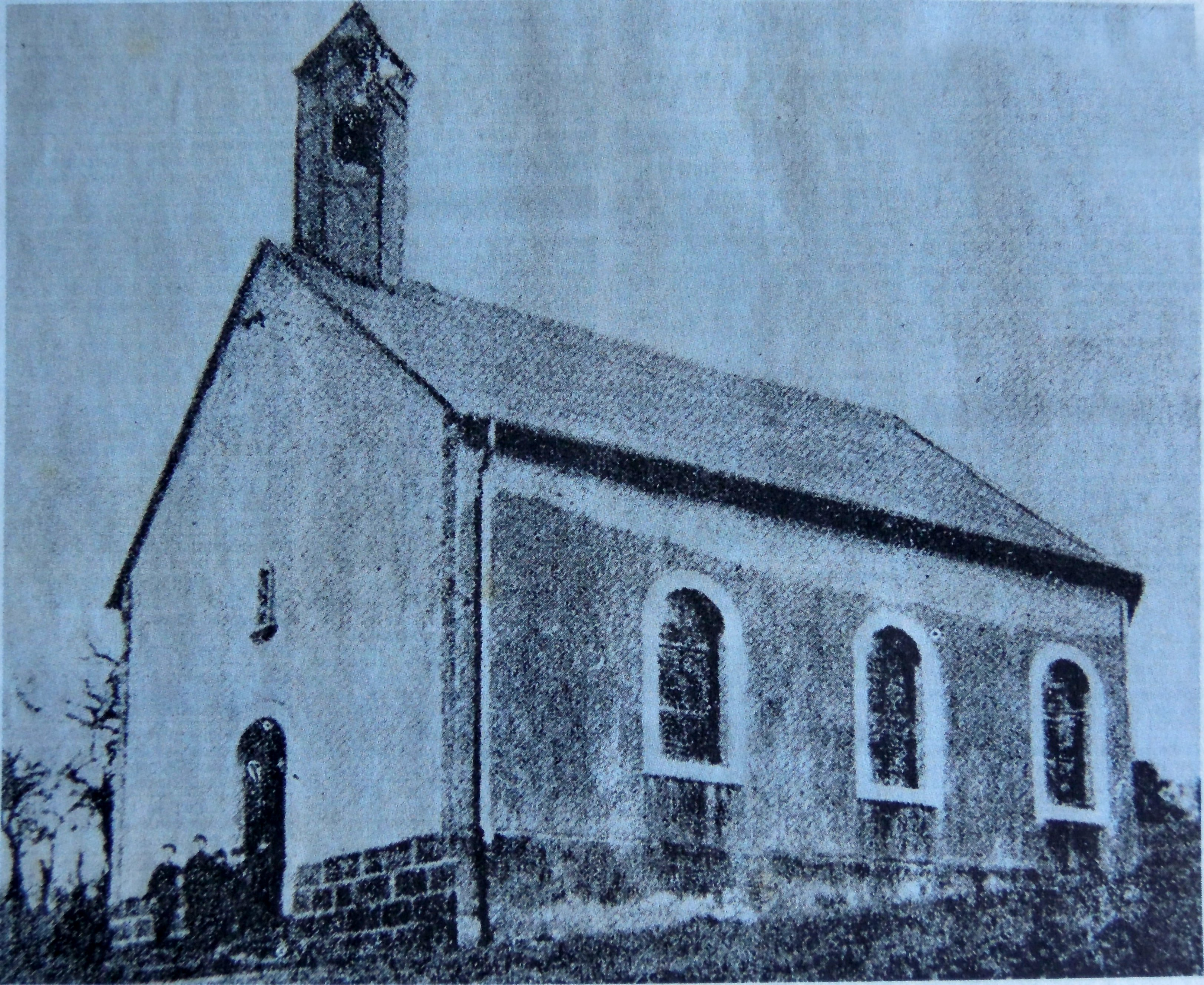
Bilsdorf, Alte Kapelle

## Religion

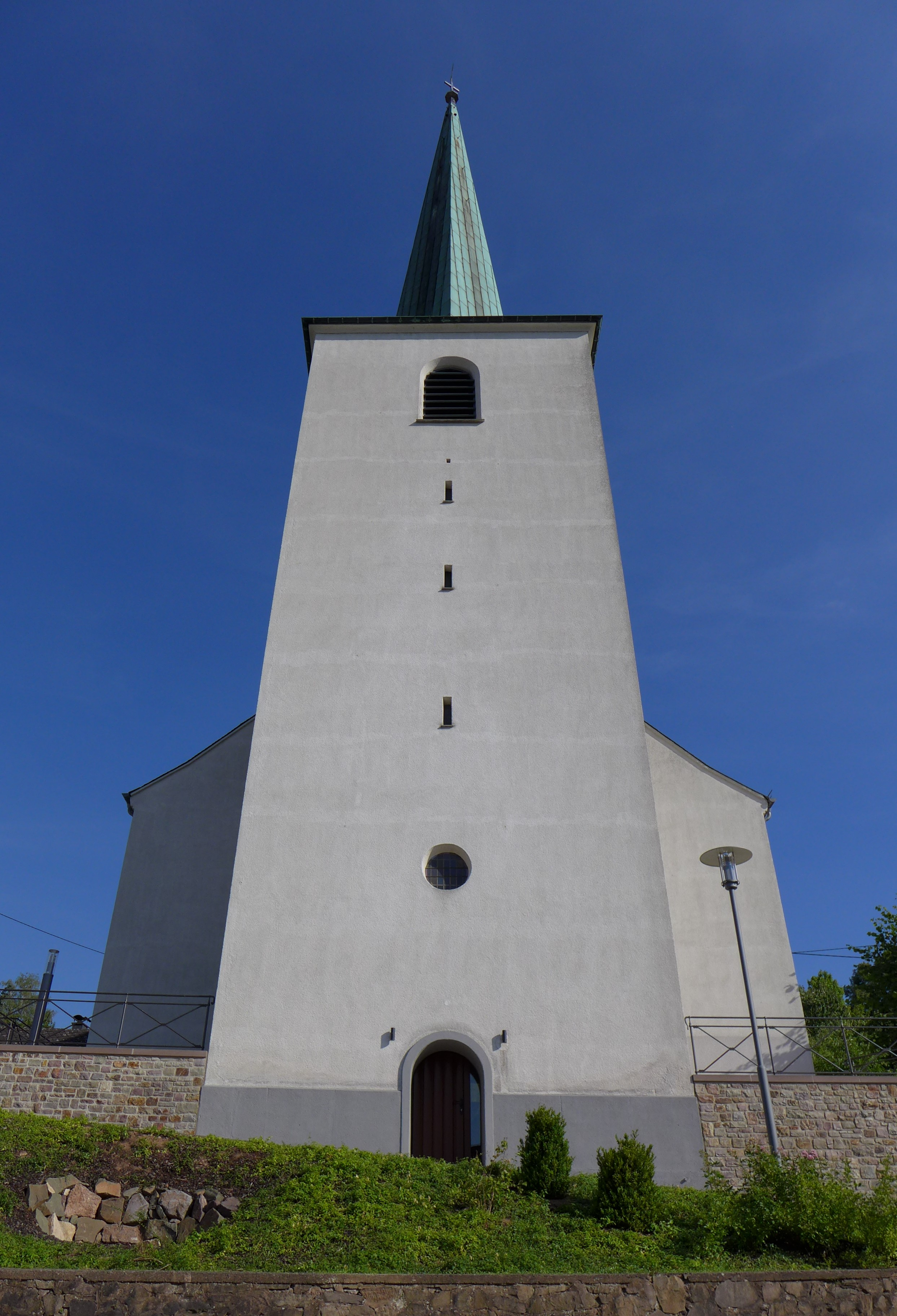
Turm der Herz-Jesu-Kirche in Bilsdorf

In Bilsdorf wurde im Jahr 1891 eine Spendensammelaktion gestartet, die einen Kapellbau ermöglichen sollte. Die Gemeinde stellte dazu ein Grundstück auf dem Gewann „Auf dem Hübel“ zur Verfügung, auf dem bereits vorher schon eine Andachtsstätte gestanden hatte.
Im Jahr 1921 wurde Bilsdorf zur Außenkaplanei von Nalbach erhoben. Der Bau eines Pfarrhauses erfolgte in den Jahren 1921–1922. Im Jahr 1939 wurde Bilsdorf zur Vikarie erhoben, die allerdings noch keine eigene Vermögensverwaltung hatte. Zur Kirchengemeinde mit eigener Vermögensverwaltung wurde Bilsdorf im Jahr 1946. Daraufhin riss man im Jahr 1949 die alte Kapelle aus dem Jahr 1891 ab und errichtete an ihrer Stelle bis zum Jahr 1951 die jetzige Kirche, die von den Saarwellinger Architekten Heinrich Latz (Vater des Landschaftsarchitekten Peter Latz) und Toni Laub entworfen worden war. Die Kirche wurde im Stil des romanisierenden Abstraktions-Historismus errichtet. Im Juni 1951 konnten Prälat Carl Kammer, der Dillinger Dechant Michael Held gemeinsam mit dem Bilsdorfer Vikar Karl Weller im Beisein des saarländischen Innenministers Edgar Hector das neue Gotteshaus einsegnen.
Erst im Jahr 1958 erfolgte die Abtrennung von der Mutterpfarrei Nalbach, im Jahr 1961 die Erhebung zur Pfarrei. In diesem Jahr wurden im Turm der Herz-Jesu-Kirche vier Glocken (d, e, fis, a) aufgehängt.

## Friedhof
Im Mittelalter wurden alle Toten des Dorfes Bilsdorf auf dem Nalbacher Kirchhof bestattet. Bestattungen bei der Körpricher Michaelskapelle gab es erstmals in den Jahren 1695 bis 1705, als Körprich, das von allen Nalbacher Talgemeinden am weitesten von der Nalbacher St. Peter und Paul entfernt lag, kirchlich eine größere Selbständigkeit gegenüber Nalbach anstrebte. Als im Jahr 1762 die gotische Nalbacher Kirche zugunsten eines barocken Neubaues abgerissen wurde und der Nalbacher Kirchhof deshalb nicht belegbar war, wurden für vier Wochen alle Toten des Nalbacher Tales auf dem Kirchhof der Körpricher Kapelle beerdigt. Anschließend benutzte man aber wieder den Nalbacher Kirchhof bis zum Jahr 1867. Ein Plan, die Toten von Körprich und Bilsdorf auf einem gemeinsamen Friedhof zu begraben, scheiterte im Jahr 1866. Daraufhin belegte man in Körprich wieder den Friedhof um die Körpricher Michaelskapelle. Die Bilsdorfer Toten wurden weiterhin nach Nalbach gebracht. Man benutzte weiterhin den Nalbacher Kirchhof bis zum Jahr 1868, als man in Nalbach den aktuellen Friedhof zwischen Fußbachstraße und Galgenberg anlegte. Dieser Friedhof war als Friedhof von Nalbach, Piesbach, Bettstadt, Bilsdorf und Diefflen konzipiert. Diese Funktion verlor er mit der Anlage von eigenen Friedhöfen in den einzelnen Dörfern des Nalbacher Tales im Zusammenhang mit der kirchlichen Abtrennung von der Nalbacher Mutterpfarrei. Der jahrhundertealte Kirchhof bei der Nalbacher Kirche wurde in der Folgezeit eingeebnet.
Erst mit der Erhebung Bilsdorfs zur Außenkaplanei von Nalbach legte man im Jahr 1921 einen eigenen Friedhof oberhalb des Dorfes an. Hier wurde im Jahr 1973 eine Leichenhalle zur Aufbahrung der Toten gebaut, die bis dato drei Tage in den Stuben der Wohnhäuser aufgebahrt lagen.

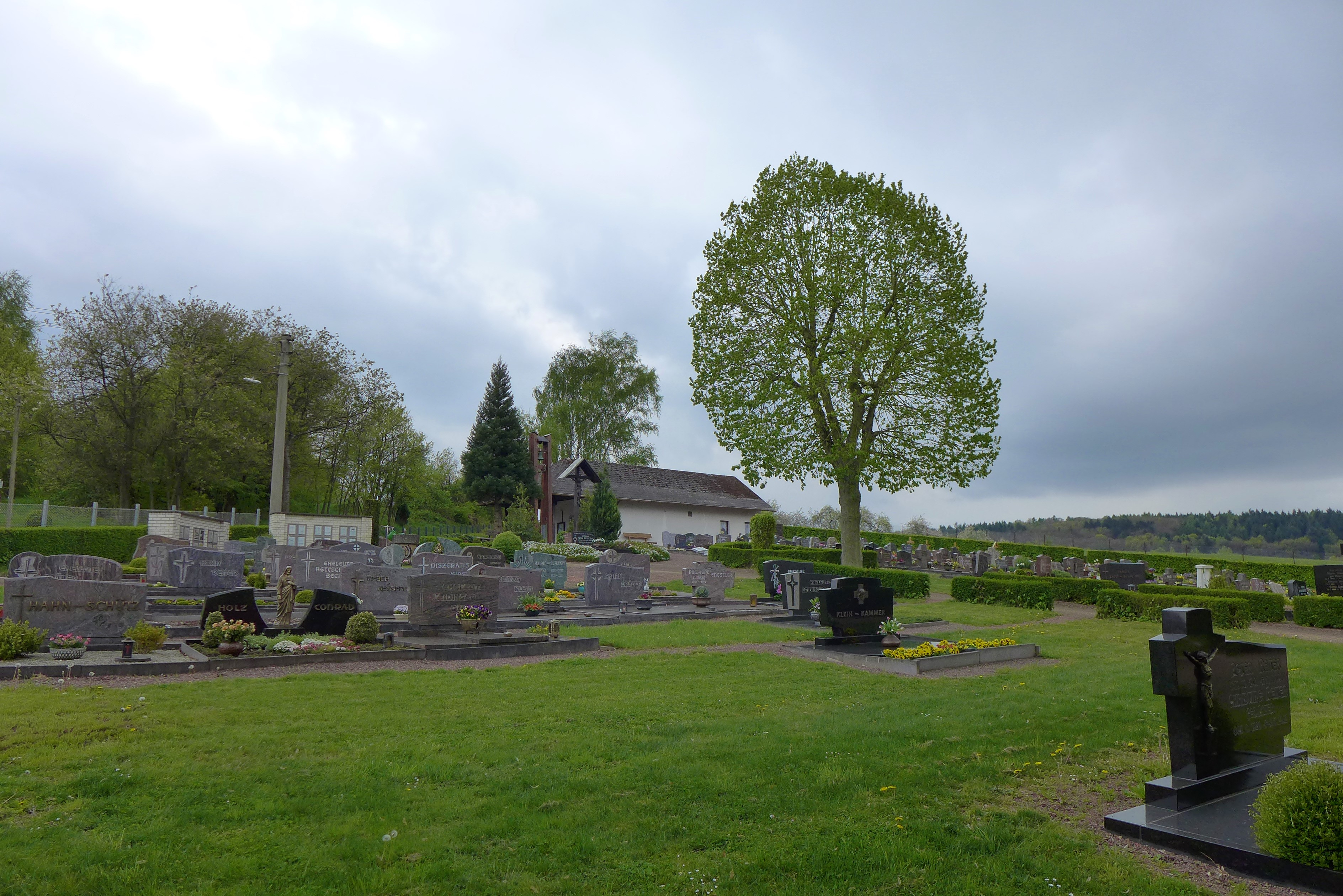
Bilsdorf, Friedhof
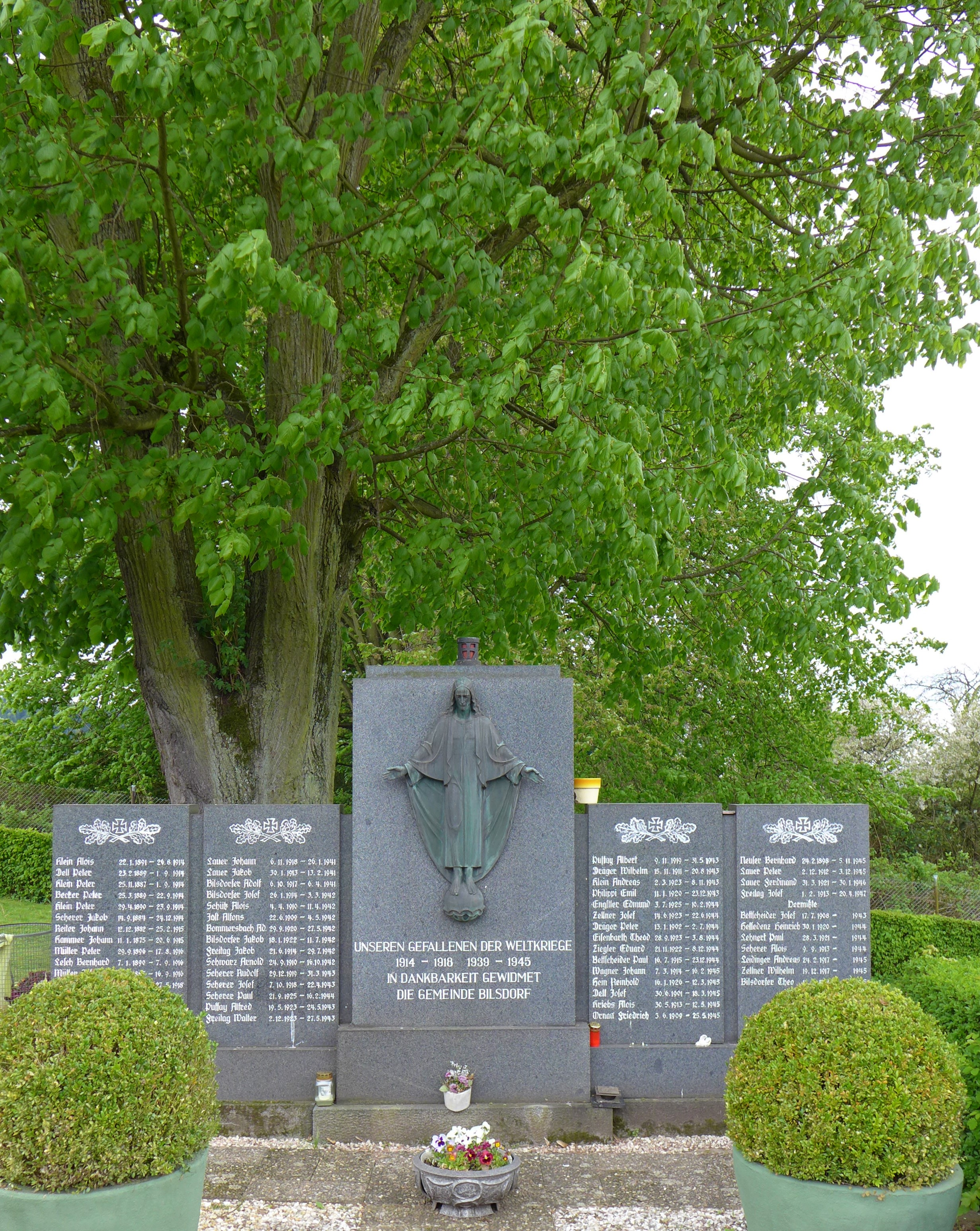
Bilsdorf, Kriegergedenkstätte auf dem Friedhof